# هاري ترومان
هاري ترومان (بالإنجليزية: Harry S. Truman)؛ (8 مايو 1884 - 26 ديسمبر 1972)، هو الرئيس الثالث والثلاثون للولايات المتحدة الأمريكية، تولى المنصب من 12 أبريل 1945 حتى 20 يناير 1953، كان ترومان يشغل منصب نائب الرئيس الأمريكي لمدة 82 يومًا ثم تولى الرئاسة خلفاً للرئيس فرانكلين روزفلت الذي توفي في المنصب، وكان عضواً في مجلس الشيوخ الأمريكي عن ولاية ميسوري (1935-1945)، أشرف ترومان على إنهاء الحرب العالمية الثانية واستسلام كلٍ من ألمانيا النازية واليابان، كما أمر بإطلاق قنبلتي هيروشيما وناجازاكي في أغسطس 1945، وعمل على إنشاء منظمة حلف شمال الأطلسي في عام 1949، كذلك بدأت في عهده الحرب الباردة بين الولايات المتحدة والاتحاد السوفيتي، كما ساهم في التدخل العسكري في الحرب الكورية عام 1950.
ولد ترومان في ميزوري، وقضى معظم شبابه في مزرعة عائلته. خدم ترومان كضابط مدفعية في معركة في فرنسا في وحدة الحرس الوطني، ثم التحق بالجيش الأمريكي وخاض الحرب العالمية الأولى. بعد الحرب امتلك دكان خردوات وانضم للفرع السياسي للحزب الديموقراطي في كانزاس سيتي، ميزوري. ثم خاض الانتخابات المحلية في مقاطعته، وفي عام 1934 أصبح عضوًا في مجلس الشيوخ الأمريكي واستمر فيه لفترة طويلة، وتولى رئاسة لجنة في مجلس الشيوخ سميت «لجنة ترومان» والتي أكسبته شهرة بارزة في هذه الفترة، حيث استطاعت كشف العديد من عمليات إهدار واحتيال وفساد في اتفاقيات أثناء الحرب العالمية الثانية.
في عام 1945 خاض الانتخابات الرئاسية كنائب للرئيس فرانكلين روزفلت وفازا بها إلا أن الرئيس فرانكلين توفي وهو في المنصب، وقام ترومان بأداء القسم وتولى المنصب بشكل رسمي، كانت الحرب في أوروبا على وشك الانتهاء واستسلمت ألمانيا بعد اسابيع قليلة من تولي ترومان الرئاسة، كان متوقعا أن تستمر الحرب مع اليابان لسنة أخرى أو أكثر، ولكن قرار ترومان بتنفيذ الهجوم النووي على هيروشيما وناجازاكي أدى إلى نهاية سريعة للحرب، وبسبب ذلك تعرض للكثير من الانتقادات، كانت رئاسته نقطة تحول في العلاقات الخارجية لأمريكا، حيث بدأ سياسة خارجية عالمية بالتعاون بين الولايات المتحدة مع حلفائها الاوربيين وقام بإنشاء الناتو في عام 1949، كما أعلن عن «خطة ترومان للاحتواء» للتصدي للمد الشيوعي في العالم، ساهم ترومان في تأسيس الأمم المتحدة عام 1945، وأعلن قيام مشروع مارشال لإعادة بناء أوروبا بنحو 13 بليون دولار، وبعد نهاية الحرب بدأت توتر العلاقات مع السوفييت خاصة في حصار برلين عام 1949 وبدأت الحرب الباردة، وعندما غزت كوريا الشمالية (الشيوعية) كوريا الجنوبية (الديمقراطية) في عام 1950، بعث على الفور القوات الأمريكية للتدخل في الحرب بعد أن حصل على موافقة الأمم المتحدة.
تعرض ترومان للعديد من الانتقادات خلال عهده، خاصة في انتخابات الرئاسة الأمريكية عام 1948، وفضيحة سقوط شبكات الشيوعية داخل إدارته، وظهور بوادر للفساد في إدارة ترومان والمرتبط بأعضاء في مجلس الوزراء وكبار موظفي البيت الأبيض، والتي كانت قضية جوهرية أثرت في تدني شعبيته وعدم دخول الانتخابات لفترة ثالثة، أثرت أيضاً هذه المشاكل على الحملة الانتخابية الرئاسية للمرشح الديموقراطي وخليفته أدلاي ستيفنسون عام 1952، مما أدى إلى خسارته أمام المرشح الجمهوري دوايت أيزنهاور، تعد فترة ترومان من أكثر الفترات جدلاً بين المؤرخين والأكاديميين نظراً لارتفاع شعبيته في بدايه حكمه ثم تدنت بشكل قياسي في نهايتها، وبعد 20 عامًا من انتهاء فترة حكمه تحولت إلى شكل أكثر إيجابية، وكان ترومان قد أعلن اعتزاله الحياة السياسية تماماً عقب خروجه من البيت الأبيض وقام بكتابة مذكراته، وتوفي في 26 ديسمبر 1972 ودفن في المكتبة والمتحف الرئاسي في مدينة كانساس سيتي بولاية ميزوري.

## نشأته وحياته الأولى

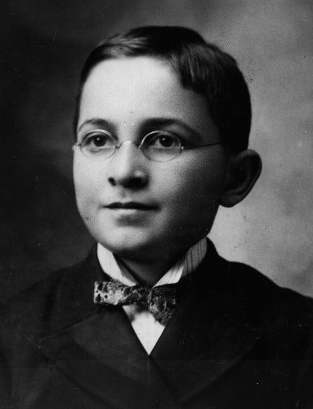
صورة هاري ترومان في صباه

وُلد هاري ترومان في 8 مايو عام 1884 في لامار بولاية ميزوري، وهو الطفل الأكبر لجون أندرسون ترومان (1851-1914) ومارثا إلين يانج ترومان (1852-1947). اختار والداه اسم هاري تيمناً باسم أحد -قاربه وهو هاريسون «هاري» يانج (1846-1916). اختاروا حرف «إس» كإسم أوسط له ليرضوا أجداده أندرسون شيب ترومان وسولومون يانج وهي ممارسة شائعة بين الإسكتلنديين والأيرلنديين. وله أخ وأخت وهما: جون فيفيان (1886-1965) وُلد بعد هاري بعامين وماري جاين (1889-1978).
كان جون ترومان مزارعاً وتاجر ماشية، عاشت العائلة في لامار حتى أصبح هاري بعمر عشرة شهور، فانتقلوا إلى مزرعة قريبة من هاريسونفيل، ميزوري. انتقال العائلة الآخر كان إلى بيلتون، ميزوري، وفي عام 1887 إلى مزرعة جده وجدته 600 فدان (240 هكتار) في غراندفيو، ميزوري. عندما كان ترومان في السادسة من عمره، انتقل والداه إلى إنديبندنس، ميزوري، لذلك استطاع أن يحضر في مدرسة مشيخية الكنيسة يوم الأحد. لم يحضر ترومان مدرسة تقليدية حتى ثماني سنوات.
كان ترومان مهتماً بالموسيقى والقراءة والتاريخ في صباه، وكانت والدته تشجعه على ذلك، والتي كانت أقرب الأشخاص له وكان يستشيرها بشكل دائم. كان يستيقظ في الخامسة كل صباح لكي يتدرب على البيانو الذي كان يدرسه مرتين في الإسبوع حتى أصبح بعمر خمسة عشر عاماً.
انضم ترومان إلى المؤتمر الوطني الديموقراطي عام 1900 في قاعة المؤتمر في كانزاس سيتي، ميزوري كان والده لديه أصدقاء كثيرون كانوا نشطاء في الحزب الديموقراطي وساعدوا هاري في شبابه لكي يكسب موقعه السياسي.
بعد التخرج من مدرسة الاستقلال الثانوية (الآن هي مدرسة وليام كريسمان الثانوية) عام 1901، عمل ترومان كناظما في أتشيسون توبيكا في السكك الحديدية، ونام في مخيمات المتشردين قرب خطوط السكك الحديدية، ثم عمل بعد ذلك في سلسلة من الوظائف الكتابية، وكان يعمل لفترة وجيزة في غرفة البريد في مدينة كانساس سيتي ستار. عاد إلى مزرعة جراندفيو في عام 1906، وبقي فيها حتى دخوله الجيش في عام 1917. خلال هذه الفترة، تودد إلى بيس ترومان وتقدم لخطبتها في عام 1911 ولكنها رفضته، لكن ترومان تقدم لخطبتها مرة أخرى، وسعى باهتمام لكسب مزيد من المال من أجل تحسين مستوى معيشته.
ترومان هو آخر رؤساء أمريكا الذين لم يحصلوا على شهادة جامعية، ففي عام 1901 ذهب أصدقاؤه من المدرسة الثانوية لجامعة الولاية وسجّل ترومان في كلية سبالينج التجارية، كلية إدارة أعمال في كانساس سيتي، ولكنه بقى لفصل دراسي واحد فقط. في الفترة من 1923-25 وأخذ دورات ليلية لشهادة القانون في كلية القانون في كانساس سيتي (الآن هي مدرسة القانون بجامعة ميسوري في كانساس سيتي)، ولكنه ترك الدراسة بعد أن خسر وظيفته الحكومية.

### الحرب العالمية الأولى

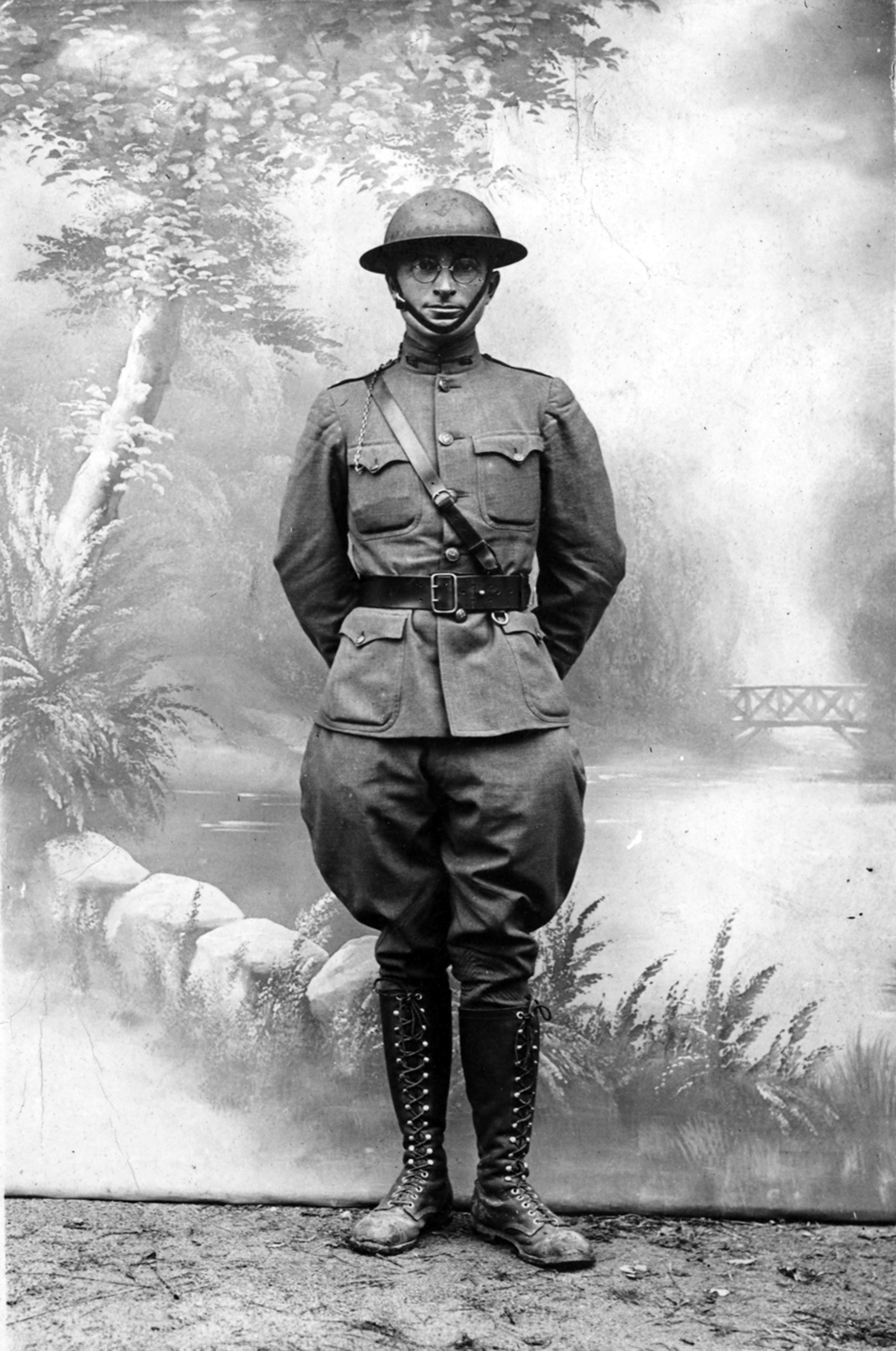
ترومان يرتدي الزي العسكري، في كاليفورنيا سنة 1918

تقدم ترومان للالتحاق بالجيش وكان هذا الأمر يمثل حلم طفولته، لكن تم رفض قبوله في الأكاديمية العسكرية الأمريكية في غرب بوينت وذلك بسبب ضعف البصر، ثم جُند في الحرس الوطني بولاية ميسوري في عام 1905، وخدم حتى عام 1911 في بطارية مدفعية مقرها مدينة كانساس سيتي. كان بصره غير مقبول 20/50 في عينه اليمنى و 20/400 في اليسار. تقدم مرة أخرى للالتحاق بالجيش ونجح في الفحص الطبي عن طريق حفظ مخطط العين.
مع بداية المشاركة الأمريكية في الحرب العالمية الاولى عاد ترومان إلى الحرس، بالرغم من إنه كان الذكر الوحيد في العائلة ومعفي من التجنيد. تم تعيينه كضابط برتبة ملازم أول لبطارية مدفعية، قبل انتشار الجنود في فرنسا تم إرسال ترومان إلى مخيم دونفياننفورت ستيل قرب لوتون أوكلاهوما للتدرب. كان يدير مقصف المخيم مع إدوارد جاكوبسون، وهو كاتب في متجر ملابس عرفه من كانساس سيتي، تحت قيادة هذين الرجلين عاد المقصف لتحقيق أرباح جيدة واستطاع أن يربح 10.000 دولار في ستة أشهر. في فورت ستيل التقى ترومان بليوتينانت جاميس بندرجست ابن شقيق توماس جوزيف (توم) بندرجست وهو زعيم سياسي في كانساس سيتي، الاتصال به كان له تأثير عميق على حياة ترومان في وقت لاحق.

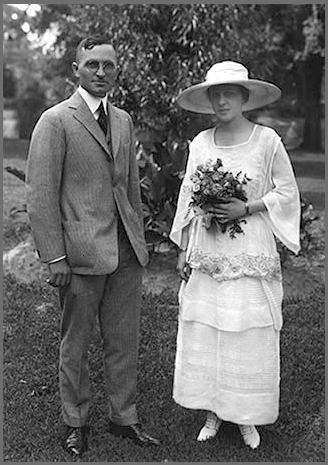
يوم زفاف ترومان، 28 يونيو، 1919

تمت ترقية ترومان إلى رتبة نقيب، أصبح ترومان قائد بطارية في يوليو 1918 في فوج المدفعية في فرنسا، كانت وحدته الجديدة هي: بطارية 129 مدفعية ميدان، ضمن اللواء 16 في فرقة المشاة 35، كان معروفاً بالانضباط ولكن لم يحظى بشعبية في البداية. خلال هجوم مفاجئ من قبل الألمان في جبال الفوج بدا الجنود في الفرار، استخدام الألفاظ النابية التي تعلمها بينما كان يعمل في السكك الحديدية بسانتا، فوجئ الجنود بسماع ترومان يستخدم تلك الطريقة فقاموا بطاعته فورا، بطارية ترومان قامت تقدم الدعم للواء التابع لجورج باتون خلال عملية ميوز أرجون-الهجومية في 11 نوفمبر، 1918 كانت وحدته المدفعية أطلقت بعض الطلقات الأخيرة في الحرب العالمية الأولى نحو المواقع الألمانية قبل تأثير الهدنة في الساعة 11 صباحا، تحت قيادة ترومان في فرنسا لم تفقد البطارية رجل واحد، وحصل مع رجاله على كأس المحبة بعد عودتهم من فرنسا.
كانت الحرب تجربة تحويلية التي جلبت الصفات القيادية لترومان، على الرغم من بداية 1917 كمزارع ولم يكن ناجحا في العديد من المشاريع التجارية، لكن سجل ترومان الحربي منحه دعم قوي لدخول الحياة السياسية فيما بعد في ولاية ميسوري.

### زواجه وأبناؤه
في نهاية الحرب العالمية الأولى عاد ترومان إلى مدينة إندبيندانس بميسوري، وتزوج من بيس واليس في 28 يونيو، 1919. وكان لدى الزوجان طفلة واحدة ماري مارجريت (17 فبراير 1924 - 29 يناير 2008).
قبل زواج ترومان بقليل، قام هو وجاك وبسون بفتح محل خردوات في 104 غرب الشارع الثاني عشر في وسط مدينة كانساس سيتي، ورغم تحقيق نجاح ملحوظ في البداية إلا أنه أفلس بعد فترة بسبب فترة الركود عام 1921. لم يقم ترومان بتسديد الديون الأخيرة من هذا المشروع حتى عام 1934

## حياته السياسية

### قاضي في مقاطعة جاكسون
ظل جاك وبسون وترومان أصدقاء مقربين، وكان جاك وبسون يتحدث مع ترومان عن الصهيونية التي لعبت دورًا كبيرًا في وقت لاحق في الولايات المتحدة، ولعل هذا كان سبباً رئيسياً في قيامه لاحقاً بدعم والاعتراف بدولة إسرائيل. في عام 1922 انُتخب ترومان قاضيًا في محكمة مقاطعة الحي الشرقي من مقاطعة جاكسون، ميزوري بعد مساندة الديمقراطي توم بندرجست بمدينة كانساس.
لم يُعاد انتخاب ترومان في عام 1924، حيث خسر في مواجهة الجمهوريين بقيادة الرئيس كالفين كوليدج، قضى نحو عامين في بيع إطارات السيارات ولكنه كان مقتنع بأن مجال الخدمة العامة كان أكثر أماناً لرجل يقترب من منتصف العمر، خاصة أنه لم يكن ناحجا في القطاع الخاص، قام بندرجست بدعم انتخاب ترومان في عام 1926 كقاضي لمحكمة المقاطعة وأُعُيد انتخابه من جديد في عام 1930. نسّق ترومان «الخطة العشرية» التي ساهمت في تزويد مقاطعة جاكسون وكانساس سيتي بمشاريع أعمال عامة جديدة، بما في ذلك سلسلة واسعة من الطرق، وإنشاء مبنى محكمة المقاطعة بتصميم وايت آند وايت.
في عام 1933، تم تسمية ترومان كمدير ميسوري لبرنامج إعادة التوظيف الفيدرالية (جزء من إدارة الأعمال المدنية) بناءً على طلب من مدير عام البريد جيمس فارلي. وكان هذا مقابل دعم بندرجست لتسليم تصويت مدينة كانساس لـفرانكلين روزفلت في الانتخابات الرئاسية لعام 1932، كان بندرجست ذو نفوذ قوي وكان مسئول على رعاية الوظائف الفدرالية في ميسوري، خلقت إيضا العلاقة بين ترومان وروزفلت بمساعدة هاري هوبنز في إكسابه المزيد من النفوذ، وأسهم في دعم ترومان المتعطش للتعمق أكثر في الحياة السياسية.

### عضو في الكونغرس

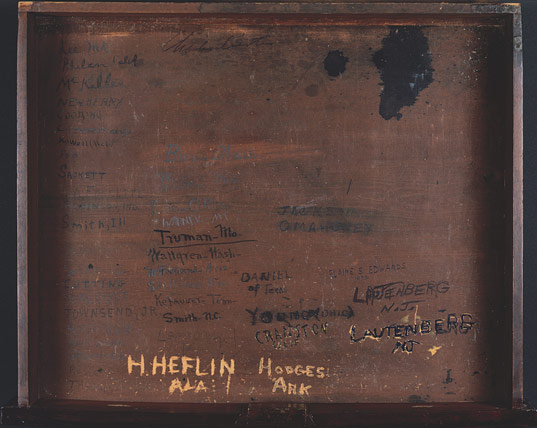
مكتب مجلس الشيوخ المستخدمة من قبل ترومان

بعد خدمته كقاضي، أراد ترومان الترشح للانتخابات البلدية أو الكونغرس، ولكن بندرجست رفض ذلك لاعتقاده أن ترومان من شأنه أن يخدم سيرته المهنية في بعض الوظائف على مستوى المحافظة، وبالرغم من ذلك دعم بندرجست ترومان على مضض باعتباره المرشح الديموقراطي لانتخابات 1934 في مجلس الشيوخ الأمريكي لميسوري.
خلال الانتخابات التمهيدية في الحزب الديموقراطي، هزم ترومان اثنين من أعضاء الكونغرس وهما: جون كوكران وجايكوب مليجان، مع دعم قوى من مقاطعة جاكسون، التي كانت عنصراً حاسماً في ترشيحه، كما الاتصالات التي قام بها على مستوى الولاية والمقاطعة ساعدته في تحقيق ذلك، وبعد خوض انتخابات مجلس الشيوخ استطاع ترومان هزيمة منافسه الجمهورى والسيناتور المنتخب وقتها روكسو باترسون بما يقرب من 20 نقطة.
بعد دعم بندرجست له للفوز في انتخابات مجلس الشيوخ، كان ترومان على علاقه تعاون معه وساهم في إعطائه قرارات رعاية، ورغم هذا التعاون إلا أن ترومان كان محافظاً في هذا الجانب لمراعاة ضميره، ودافع في وقت لاحق عن قرارات الرعاية بقوله أنه قدم القليل من الترضيات إلا أنه ساهم في تحقيق العديد من الإنجازات في فترة ولايته الأولى كعضو مجلس الشيوخ الأمريكي، تكلم ترومان عن جشع الشركات ومخاطر المضاربة في وول ستريت والمصالح المالية الأخرى وتحقيق الكثير من النفوذ في الشئون الوطنية، تم تجاهله إلى حدّ كبير من قبل الرئيس روزفلت، وواجه صعوبات في الحصول على فرصه للذهاب للبيت الأبيض. في عام 1940 كان كلا من وكيل وزارة العدل الأميركية موريس مليجان والمحافظ السابق لويد ستارك قد نافسوا ترومان في الانتخابات التمهيدية للحزب الديموقراطي، إلا أن بندرجست قد تعرض للسجن بسبب التهرب من ضريبة الدخل عن العام السابق مما ساهم في ضعف مركز ترومان، وظل في منصبه كعضو في مجلس الشيوخ، مدعيا أن القضاة الجمهوريين يساهمون في تضعيف إدارة الرئيس روزفلت وقام زعيم حزب سانت لويس «روبرت هانيجان» بدعم ترومان بشكل حاسم لنيل بطاقة الترشح عن الحزب الديموقراطي، كانت الأصوات المناهضة لبندرجست في الانتخابات التمهيدية الديموقراطية في مجلس الشيوخ انقسمت بين كان ستارك ومليجان، وفاز ترومان عن طريق 8000 صوت. وفي انتخابات التجديد النصفي نوفمبر، استطاع ترومان هزيمة الجمهوري مانفيل ديفيس بنسبة 51% إلى 49%.
في أواخر عام 1940، ترأس ترومان للجنة الشئون العسكرية بمجلس الشيوخ، وسافر إلى عدد من القواعد العسكرية، كانت فضائح الفساد والتربّح الذي رأها أدى إلى فتح باب التحقيق في هذه الانتهاكات بينما كانت الولايات المتحدة تستعد لخوض الحرب. وتم تشكيل لجنة مستقلة لإجراء تحقيق رسمي تحت قيادة ترومان وسميت بلجنة ترومان وساهمت هذه التحقيقات في دعم إدارة الرئيس روزفلت وإنقاذه من الانتقادات من قبل مجلس النواب، ساهمت هذه اللجنة في أن تجعل من ترومان شخصية وطنية فائقة الشهرة  حيث ساهمت أنشطة لجنة ترومان في إثبات عدم جدوى مشروع «الرجال ذو الدولار الواحد في السنة» الذين عينتهم الحكومة وأثبت عدم فاعليتها، قام بالتحقيق في مشروع سكني ببنايات رديئة في نيو جيرسي لعمال الحرب. وذكرت اللجنة أنها أنقذت ما يصل إلى 15 مليار دولار، وساهمت هذه الأنشطة في وضع صورة ترومان على غلاف مجلة تايم.
وفقا لمحضر مجلس الشيوخ التاريخي عن هذه اللجنة، أنها ساهمت في محي صورة ترومان السيئة في الفترة السابقة والتي كانت تعتبره شخص يقوم بتنفيذ خدمات لرجال السياسة في مدينة كانساس، ولم يكتسب أي سيناتور هذا الكم من المكاسب السياسية أكبر من رئاسة لجنة التحقيق الخاصة مما فعل هاري ترومان.

### انتخابه كنائب الرئيس

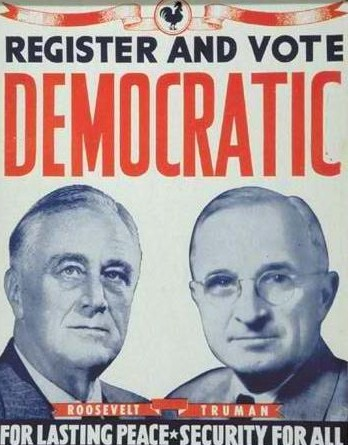
ملصق الدعاية الانتخابية لروزفلت وترومان

كان نائب الرئيس هنري والاس على الرغم من شعبيته بين الناخبين، لكن كان ينظر إليه على أنه بعيد عن أفكار الحزب ويميل إلى مستشاري روزفلت مما ساهم في التفكير لترشيح نائب آخر خاصة أن الأمريكيون كانوا بشعرون أن روزفلت قد لا يعيش لفترة رابعة، ومع انتهاء الفترة الرئاسية كان عدد كبير من قيادات الحزب الديمقراطي أرادوا عدم ترشيح والاس لفترة جديد كنائب الرئيس  قال روزفلت لقادة الحزب أنه سيقبل إما ترومان أو قاضي المحكمة العليا للولايات المتحدة وليام دوجلاس، فضّل قادة الولاية والمدينة ترومان بقوة، ووافق روزفلت. ترومان نفسه لم يقم بحملة لمنصب نائب الرئيس على الرغم أنه رحِب بالاهتمام كدليل على أنه قد أصبح أكثر من عضو مجلس الشيوخ .
وتم ترشيح ترومان والتي أطلق عليها «تسوية ميسوري الثانية»، وكانت ردود الأفعال جيدة حيث تلقى ترومان 432-99 تأييد في المجمع الانتخابي في الانتخابات، واستطاع هزيمة المرشح الجمهوري توماس إدموند ديوي من نيويورك والحاكم جونبريكي من أوهايو، وأدى ترومان اليمين الدستورية في منصب نائب الرئيس في 20 يناير عام 1945.
و كانت فترة منصب نائب الرئيس الوجيزة لترومان هادئة نسبياً، نادرا ما تواصل مع روزفلت والتقى الرئيس ونائب الرئيس وحدهما مرتين فقط خلال تواجدهم معا في المكتب. في واحدة من أول أفعاله في منصب نائب الرئيس، خلق ترومان شيء بعض الجدل عندما حضر جنازة بندرجست ، لكنه نحّى هذه الانتقادات جانلاً وقال ببساطة، «لقد كان صديقي دائماً وأنا أيضاً كنت دائما صديقه» وقال أنه نادرا ما ناقش الشئون المالية أو السياسية الداخلية مع روزفلت وكان يجهل حول المبادرات الرئيسية المتعلقة بالحرب ومشروع مانهاتن السري للغاية، الذي كان على وشك اختبار أول قنبلة ذرية في العالم.
و بقي ترومان في منصب نائب الرئيس لمدة 82 يوما فقط عندما توفي الرئيس روزفلت في 12 أبريل عام 1945. ففي هذا اليوم اجتمع ترومان مع مجلس الشيوخ كما هو معتاد وتأجلت الدورة فقط لهذا اليوم وبينما كان في مكتب رئيس مجلس النواب سام رايبيرن تلقى رسالة عاجلة للذهاب فوراً إلى البيت الأبيض، افترض ترومان أن الرئيس روزفلت يرغب في اللقاء معه، ولكن إليانور روزفلت أبلغته بأن زوجها قد توفي بعد إصابته بنزيف حاد في المخ، كان ترومان قلق على السيدة روزفلت وسألها إذا كان هناك أي شيء يمكن أن يفعله بالنسبة لها، والتي أجابت، «هل هناك أي شيء يمكننا القيام به بالنسبة لك؟ أنت الآن وحيد وستواجه ورطة كبيرة!».

## توليه الرئاسة 1945-1953

### الفترة الأولى (1945-1949)

#### نهاية الحرب في أوروبا

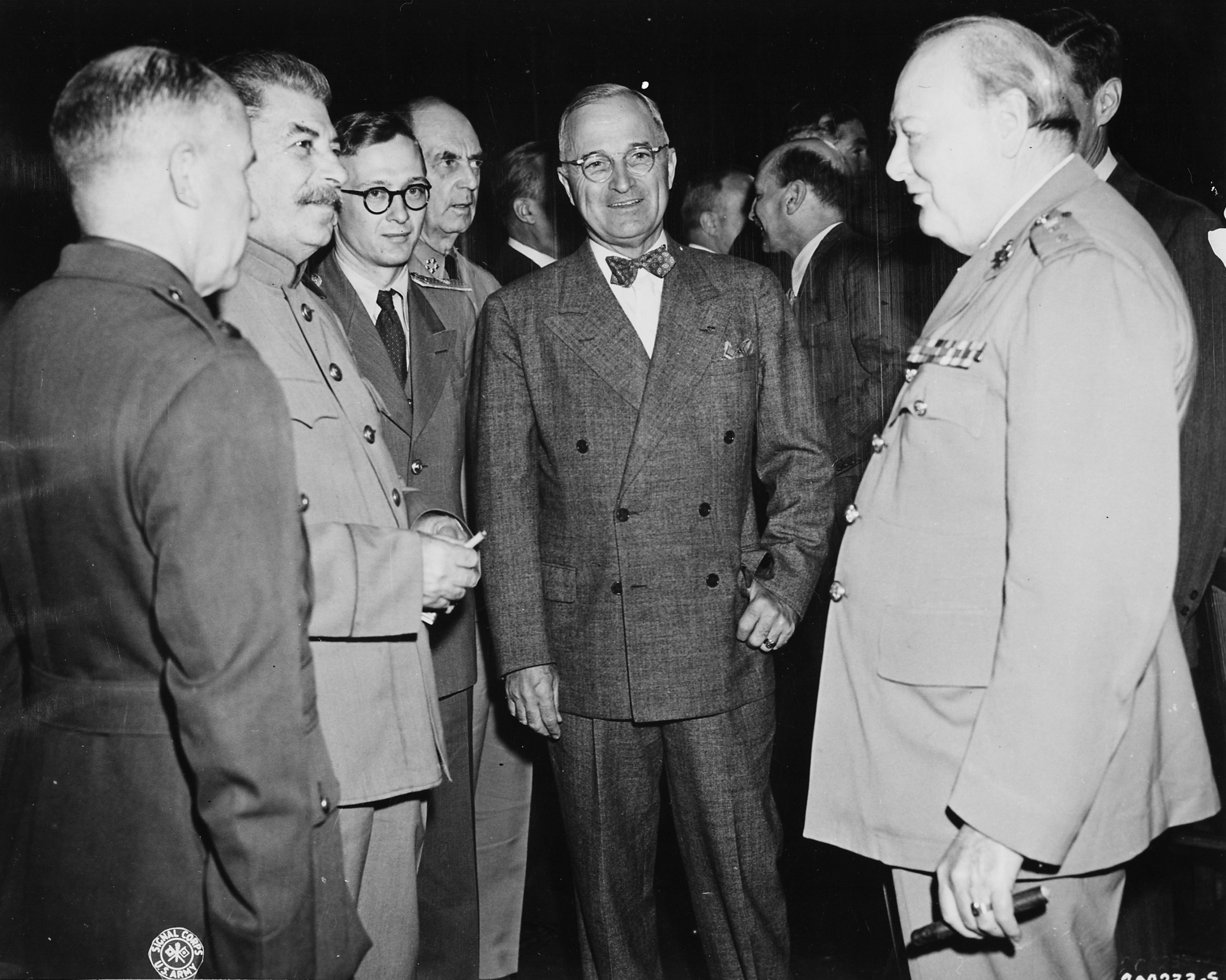
جوزيف ستالين، هارى س. ترومان وونستون تشرشل في بوتسدام، يوليو 1945

بعد وقت قصير من توليه اليمين الدستورية، قال ترومان للصحفيين:
يا أولاد، إذا قمتم بالصلاة في أي وقت مضى إدعوا لي الآن. أنا لا أعرف يا أولاد إذا سقطت عليكم حمولة من القش. ولكن عندما قالوا لي ماذا حدث بالأمس، شعرت كأن القمر، والنجوم، وجميع الكواكب سقطت علي.
لدى تسلمه الرئاسة، طلب ترومان من جميع أعضاء مجلس وزراء روزفلت أن يبقوا في أماكنهم، وقال لهم أنه كان متقبلا لنصائحهم، ولكنه أرسى مبدأ المركزية لإدارته: وقال أنه سيتخذ القرار وحده، وهم يساندوه. على الرغم من أن ترومان قد أخُبر باختصار بعد ظهر يوم 12 أبريل أن الحلفاء لديهم سلاح جديد ومدمر للغاية، لم يكن حتى 25 أبريل أن وزير الحرب هنري ستيمسون أخبره بالتفاصيل. استفاد ترومان من فترة شهر العسل في أعقاب وفاة روزفلت، ومن نجاح قوات الحلفاء (الحرب العالمية الثانية) في أوروبا، في ختام الحرب هناك. وأعرب ترومان عن سروره لتكمنه من إصدار إعلان يوم نهاية الحرب الأوروبية في 8 مايو عام 1945، بعيد ميلاده الـ 61.
في أعقاب انتصار الحلفاء، سافر ترومان إلى أوروبا لمؤتمر بوتسدام، كان هناك عندما علم أن اختبار ترينيتي لتلوث القنبلة الذرية الأولى في 18 يوليو كانت ناجحة. ولمح إلى جوزيف ستالين أن الولايات المتحدة كانت على وشك استخدام نوع جديد من الأسلحة ضد اليابانيين. على الرغم من أن هذه كانت المرة الأولى أن يعطي السوفييت معلومات رسميا عن القنبلة الذرية، كان ستالين على علم فعلاً بمشروع القنبلة الذرية، بعد أن علم عن ذلك (من خلال التجسس) بفترة طويلة قبل أن يعلم ترومان نفسه.

#### القنبلة النووية واستسلام اليابان

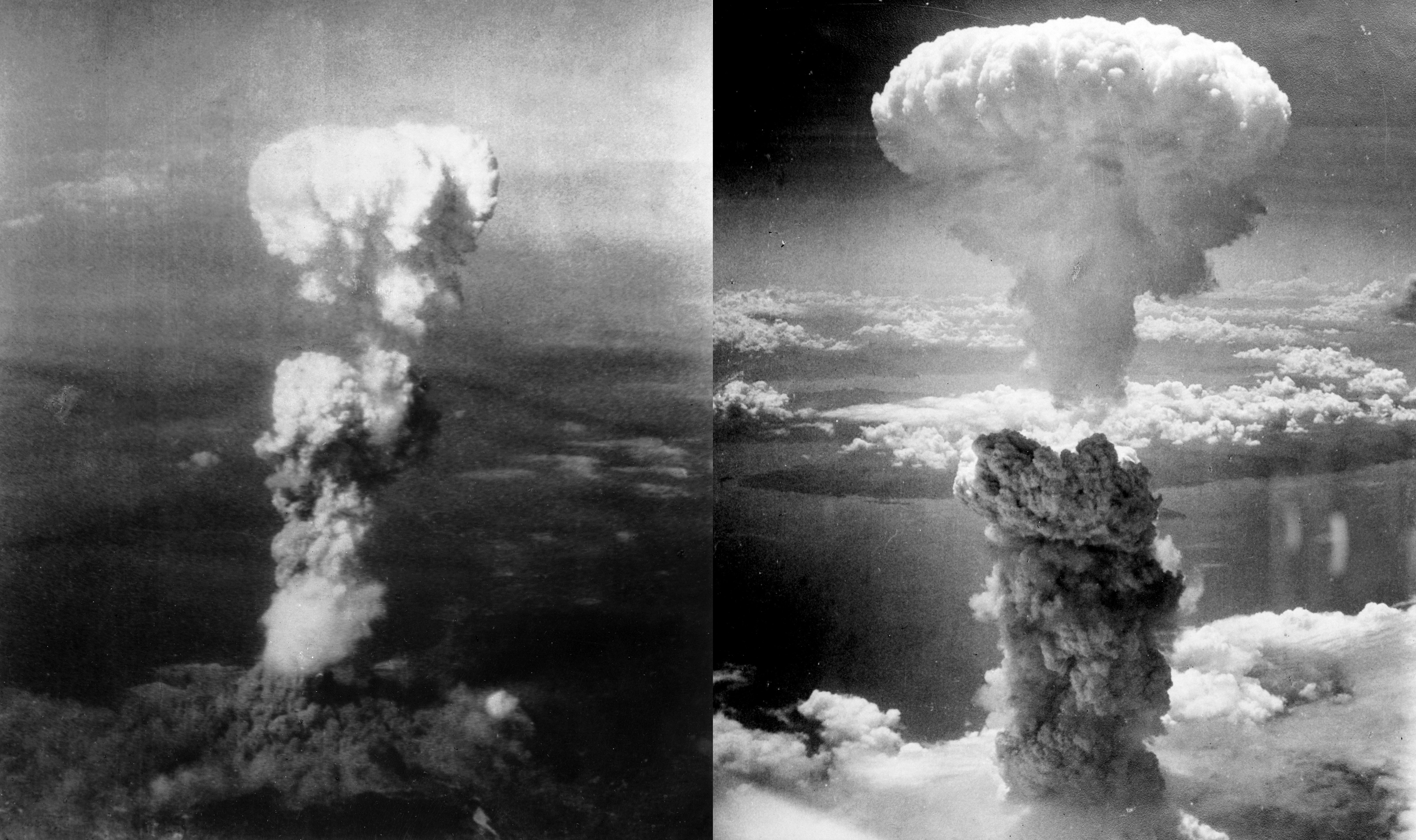
سحابة عيش الغراب، فوق المدينتين اليابانيتين عام 1945، هيروشيما (يسار) وناجازاكي (يمين)

في أغسطس، بعد أن رفضت الحكومة مطالب الاستسلام الإمبراطوري، أذن ترومان بإلقاء القنبلة الذرية على اليابان. على الرغم من أنه لم يُعرف كم الإنفجار مُدمر أو ما بعده سيكون، ترومان، مثل معظم الأمريكيين، كان لا يميل إلى أن يكون رحيما تجاه اليابانيين في أعقاب سنوات طويلة من الحرب. وذكر ترومان دائما أن قراره لقصف اليابان حفظ الحياة على كلا الجانبين: كانت التقديرات العسكرية لغزو الجزر اليابانية الرئيسية أنه يمكن أن يستغرق عاما والخسائر تتراوح من 250.000 إلى 500.000 خسائر أمريكية. كان يعلم أيضاً أن البرنامج قد يكلّف من ملياري دولار، وهكذا لم يكن يميل إلى التخلي عن البديل الذي قد ينهي الحرب بسرعة. قصف هيروشيما في 6 أغسطس وناجازاكي في 9 أغسطس عندما كان اليابانيين بطيئون في الاستسلام، أمر ترومان بغارة جوية تقليدية ضخمة على طوكيو في 13 أغسطس: وافقوا على استسلام اليابان في اليوم التالي.
و يقول مؤيدوا قرار ترومان أن، نظرا الدفاع اليابانية عنيدة من الجزر النائية، حفظت التفجيرات مئات الآف من الأرواح التي كانت فُقدت في غزو اليابان للبر الرئيسي. في عام 1954، قال إليانور روزفلت أن ترومان قد «أتخذ القرار الوحيد الذي يمكن أن يتخذه.» وكان استخدام القنبلة ضروريا «لتجنب التضحية الهائلة في الأرواح الأمريكية.»
وقد جادل آخرون أن استخدام الأسلحة النووية كان لا لزوم لها وغير أخلاقية بطبيعتها. كتب ترومان، في وقت لاحق في الحياة، أن، «كنت أعرف ما أفعله عندما توقفت الحرب ... لا اشعر بأي ألم و تحت نفس الظروف، كنت أود أن أفعلها مرة أخرى.»

#### الإضرابات ووالمشاكل الاقتصادية
وأعقب نهاية الحرب العالمية الثانية بانتقال مضطرب من الحرب إلى الاقتصاد السلمي. وكانت تكاليف المجهود الحربي هائلة، وكان ترومان عازماً على خفض النفقات الحكومية للجيش في أسرع وقت ممكن. تسريح الجيش وتقليل حجم مختلف الخدمات يمثل أولوية لتوفير التكاليف. وكان تأثير التسريح على الاقتصاد غير معروف، ولكن المخاوف كانت موجودة أن الأمة تنزلق إلى كساد اقتصادي. كان هناك قدر كبير من العمل الذي يتعين القيام به لتخطيط أفضل السبل للإنتقال إلى إنتاج السلع وقت السلم مع تجنب البطالة الجماعية لقدامى المحاربين العائدين. لم يكن هناك توافق في الآراء بين المسؤلين الحكوميين على ما ينبغي بطبية توجيه الولايات المتحدة الحالة الاقتصادية بعد الحرب العالمية الثانية. وبالإضافة إلى ذلك، لم يولِ روزفلت اهتماما إلى الكونغرس في السنوات الأخيرة، واجه ترومان جسما حيث شكلت مزيج من الجمهورين والديموقراطيين جنوب المحافظة كتلة انتخابية ضخمة.

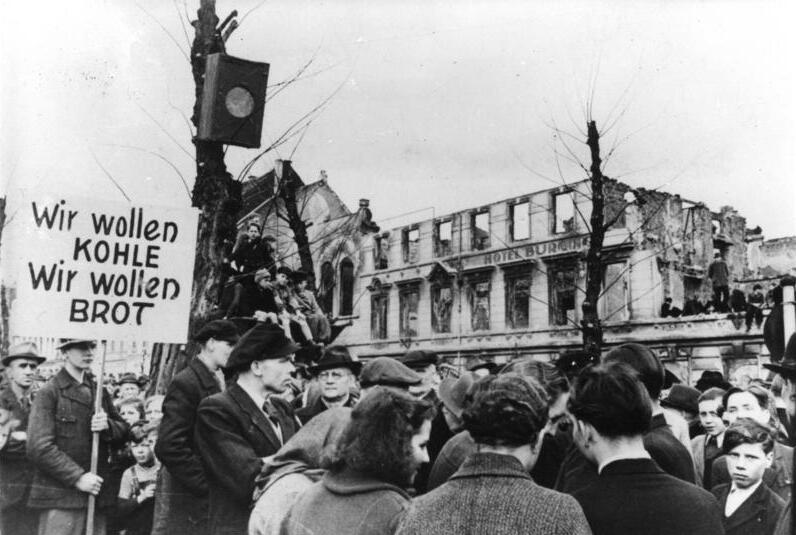
صورة لأحتجاجات في ألمانيا عقب الحرب سميت بـ"شتاء الجوع" 1947

تم مواجهة الرئيس باستفاقة من النزاعات بين العمال والإدارة التي كانت نائمة خلال فترة الحرب، نقص حاد في المساكن والمنتجات الاستهلاكية، واستياء واسع النطاق مع التضخم، الذي كان عند نقطة واحدة ضرب 6% في شهر واحد. تُضاف إلى هذه البيئة المستقطبة كانت هناك موجة من الإضرابات التي زعزعت الاستقرار في الصناعات الرئيسية، واستجابة ترومان لهم كان يُنظر لها عموما بأنها غير فعالة. ومما زاد زيادة سريعة في التكاليف عن طريق الإفراج عن الرقابة على الأسعار على معظم البنود، وسعت العمل الزيادة في الأجور. هناك الإضراب الصلب الخطير في يناير عام 1946 التي شارك بها 800.000 من العمال وهي الأكبر في تاريخ الأمة تلتها إضراب الفحم في أبريل وإضراب السكك الحديدية في مايو. كانت الجماهير غاضبة، مع أغلبية في الانتخابات لصالح فرض حظر على الإضرابات من قبل العاملين في مجال الخدمات العامة ووقف لمدة سنة على إجراءات العمل. اقترح ترومان تشريع لصياغة العمال المضربين في القوات المسلحة، وفي مظهر الشخصية الدرامية أمام الكونغرس، كان قادرا على أن يعلن تسوية لإضراب السكك الحديدية. مر اقتراحه في مجلس النواب، لكنه فشل في مجلس الشيوخ. وبالنسبة للسلع حيث ظلت هناك رقابة على الأسعار، كان المنتجين في كثير من الأحيان غير مستعدين للبيع بأسعار متدنية بشكل مصطنع: رفض المزارعين بيع الحبوب لمدة شهر في عام 1945 وعام 1946 حتى تم زيادة كبيرة في المدفوعات، على الرغم من أن كانت هناك حاجة ماسة للحبوب، ليس فقط للاستخدام الآدمي، ولكن لدرء المجاعة في أوروبا.
على الرغم من الصراع كان العمل خفيفا لعد تسوية إضراب السكك الحديدية، واصلت خلال رئاسة ترومان. انخفض تصنيف الرئيس على على موافقة 82% في استطلاعات الرأي في يناير 1946 إلى 52% بحلول يونيو. أدى هذا الاستياء مع سياسات إدارة ترومان إلى خسائر ديموقراطية كبيرة في انتخابات التجديد النصفي عام 1946، عندما سيطر الجمهوريون على الكونغرس للمرة الأولى منذ عام 1930. وأدرج المؤتمر التمانون مبتدئون جمهوريون الذين قد يصبحوا بارزين في السنوات المقبلة، بما في ذلك سيناتور ولاية ويسكونسن جوزيف مكارثي وعضو الكونغرس في كاليفورنيا ريتشارد نيكسون. عندما انخفض ترومان إلى 32% في أستطلاعات الرأى، واقترح السيناتور الديموقراطي أركنساس وليام فولبرايت أن يستقيل ترومان: أشار الرئيس في رده أنه لم يهتم بما قاله السيناتور «هالفبرايت».
تعاون ترومان بشكل وثيق مع قادة الحزب الجمهوري في السياسة الخارجية، على الرغم أنه حاربهم بمرارة على القضايا المحلية. قوة النقابات العمالية فرضت قيود كبيرة بموجب قانون تافت هارتلي، الذي صدر خلال حق النقض لترومان. اعترض ترومان مرتين على خفض معدلات ضريبة الدخل عام 1947. وعلى الرغم من استمرار حق النقض الأولى، تجاهل الكونغرس اعتراضه لخفض فاتورة الضرائب في عام 1948. الأطراف لم تتعاون بشأن بعض القضايا: أصدر الكونغرس قانون خلافة الرئيس لعام 1947، جعل رئيس مجلس النواب بدلاً من وزير الخارجية المقبل بجانب الرئيس بعد نائب الرئيس. وهو يستعد لانتخابات عام 1948، أعلن ترومان عن هويته كديموقراطي في تقليد النيو ديل، الدعوة لتأمين صحي وطني.، إلغاء قانون تالت هارتلي، وبرنامج الحقوق المدنية العدوانية. تؤخذ معا، أنها تشكل كل جدول أعمال تشريعي واسع الذي أُطلق عليه «الصفقة العادلة.» لم تلق مقترحات ترومان استقبالا حسنا من قبل الكونغرس، حتى مع تجدد الأغلبية الديموقراطية في الكونغرس في عام 1948. فقط واحد من فواتير الصفقة العادلة الرئيسية، قانون الإسكان لعام 1949، صدر في أي وقت مضى. من ناحية أخرى، البرنامج الرئيسي في الصفقة الجديدة لا يزال في العملية لا يُلغى، وكانت هناك تحسينات طفيفة وتمديدات في العديد منها.

#### خطة مارشال وإنشاء الأمم المتحدة

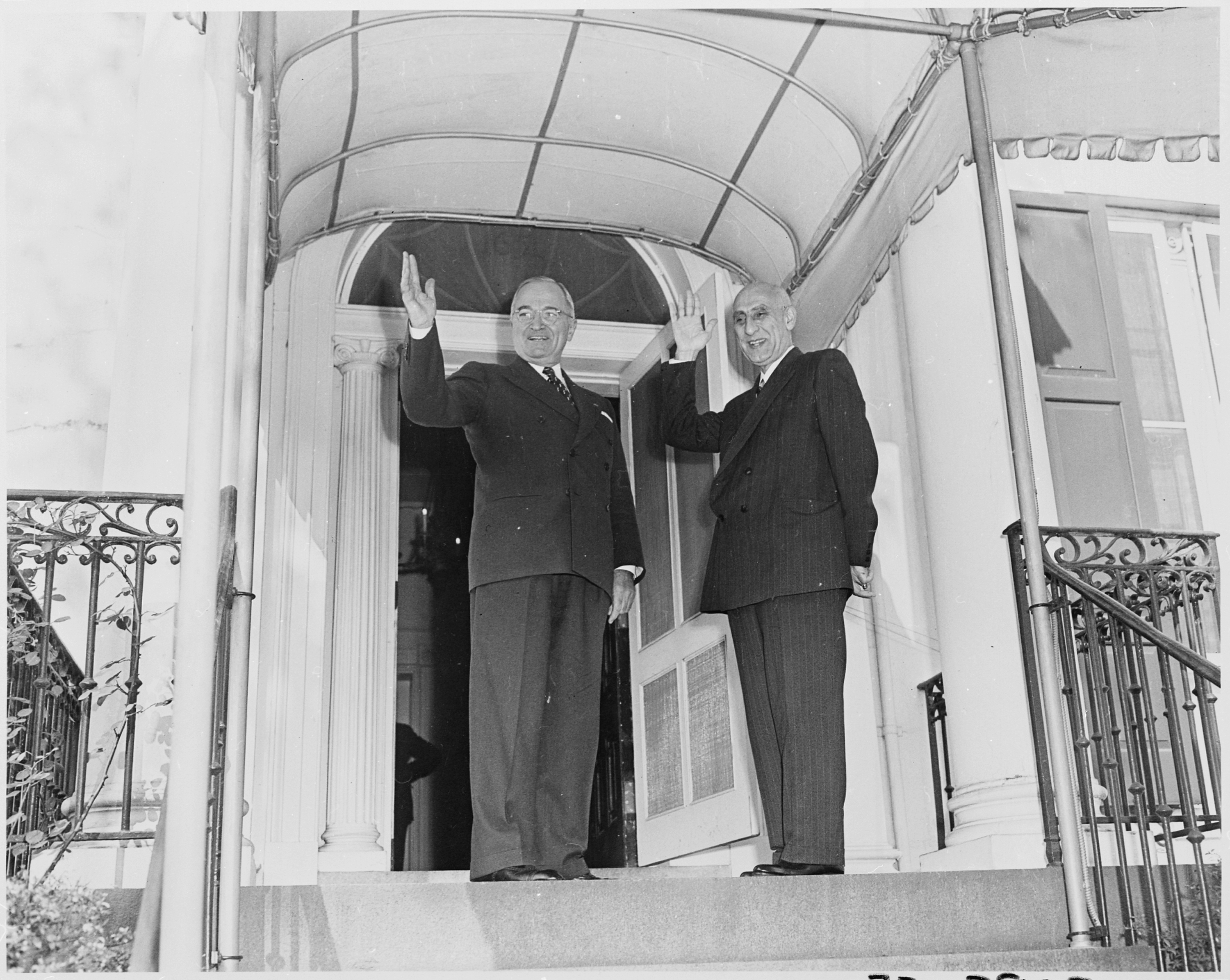
ترومان مع رئيس الوزراء الإيراني محمد مصدق

باعتبارها أميية ويلسون، أيّد ترومان بشدة إنشاء الأمم المتحدة، وتسلمت إليانور روزفلت على الوفد لأول الجمعية العامة للأمم المتحدة. مع الاتحاد السوفييتي توسيع نطاق نفوذها من خلال أوروبا الشرقية، أخد ترومان ومستشاريه للسياسة الخارجية موقفا متشدداً ضد الاتحاد السوفييتي. في هذا، طابق الرأي العام الأمريكي، الذي جاء بسرعة لعرض السوفييت كنيّة للسيطرة على العالم.

#### بداية الحرب الباردة
على الرغم من أنه لم يعلن الخبرة الشخصية في المسائل الخارجية، فاز ترومان بدعم الحزبين الجمهوري والديموقراطي على حدٍّ سواء لمبدأ ترومان، التي تشكلت بموجب سياسة الاحتواء السوفياتية، ومشروع مارشال، التي تهدف إلى المساعدة في بناء أوروبا بعد الحرب العالمية الثانية. للحصول على الكونغرس لإنفاق المبالغ اللازمة لإعادة تشغيل الاقتصاد الأوروبي المحتضر، استخدم ترومان الحجة الأيدولوجية، بحجة أن الشيوعية تزدهر في المناطق المحرومة إقتصاديا. كجزء من إستراتيجية الأمم المتحدة للحرب باردة، وقّع ترومان قانون الأمن لعام 1947 وإعادة تنظيم القوات العسكرية عن طريق دمج وزارة الحرب ووزارة البحرية في المؤسسة العسكرية الوطنية (في وقت لاحق وزارة دفاع الولايات المتحدة) وخلق القوات الجوية الأمريكية. وأنشأ وكالة المخابرات المركزية ومجلس الأمن القومي الأمريكي.

#### الاعتراف بإسرائيل

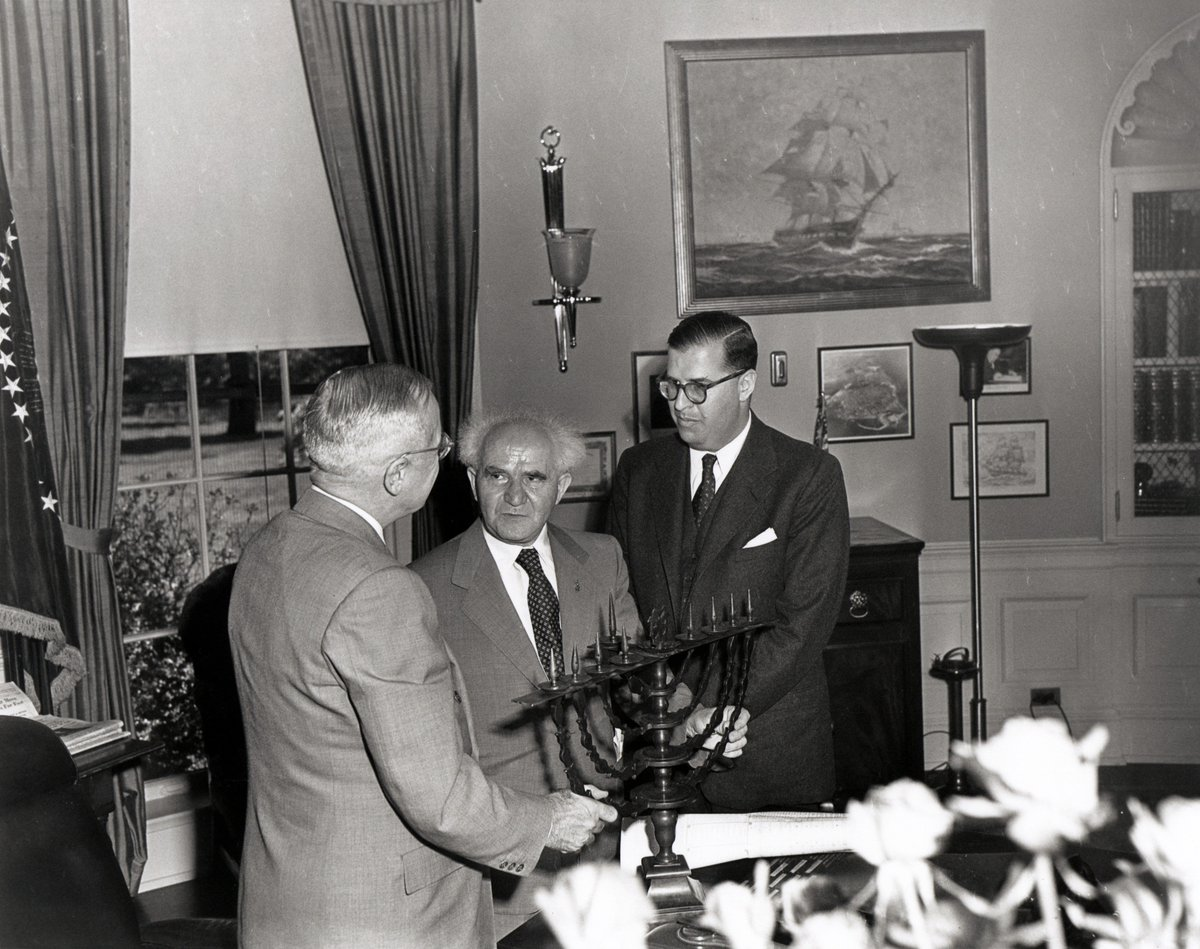
الرئيس ترومان في المكتب البيضاوي، يلتقي شمعدان هانوكا من رئيس وزراء أسرائيل ديفيد بن غوريون (في الوسط). في اليمين أبا إبيان، سفير أسرائيل لدى الولايات المتحدة.

استغرق ترومان وقتا طويلاً للتفكير في الشرق الأوسط، وكان قد قرأ العديد من الكتب حول التاريخ القديم والأحداث ذات الصلة في الكتاب المقدس. كان متعاطفا للساعين لوطن إجباري يهودي في الانتداب البريطاني على فلسطين. كعضو في مجلس الشيوخ، كان قد أكد لزعماء اليهود تأييده للصهيونية، وخلال اجتماع حاشد في عام 1943 في شيكاغو دعا إلى وطن لليهود الذين نجوا من النظام النازي. كانت فكرة إنشاء وطن قومي لليهود في فلسطين ذات تأييد شعبية على نطاق واسع في الولايات المتحدة، والدعم اليهودي كان المفتاح في الانتخابات الرئاسية المقبلة. ومع ذلك كان مسؤولي وزارة الخارجية يترددون في الإساءة إلى العرب، الذين كانوا يعارضون إنشاء دولة يهودية في وسطهم. حذّر وزير الدفاع جيمس فورستال ترومان من أهمية النفط العربي من السعودية في حرب أخرى: أجاب ترومان أنه سيقرر سياسته بشكل معتدل، ليس النفط فقط. وعلاوة على ذلك، عندما تم استدعاء الدبلوماسيين من الشرق الأوسط لتقديم المشورة لترومان وعززت وجهة النظر العربية. وقال ترومان لهم أنه كان هناك عدد قليل من العرب بين ناخبيه.
وافق صناع السياسة الأمريكية في 1947-48 أن أعلى هدف للسياسة الخارجية كان احتواء التوسع السوفييتي كما كشفت الحرب الباردة. من وجهة نظر العديد من المسؤولين، كانت فلسطين قضية ثانوية تأتي بعد قضايا المناطق الأوروبية في اليونان، تركيا، وإيران نظراً للصراع مع الشيوعية. وشعر ترومان بالضجر من كل من السياسات الملتوية في الشرق الأوسط والإلحاح من قادة اليهود خلال فترة ولايته، والتي كانت بعيدة عن جدول أعماله واستشهد في وقت لاحق كما هو الحال في قراره الإعتراف بالدولة اليهودية على نصيحة من شريكه أعماله القديمة أدى جاكوسون وهو يهودي غير متدين الذي كان يثق به ترومان جدا. أدلى ترومان على قرار الإعتراف بإسرائيل على الرغم من اعتراضات وزير الخارجية جورج مارشال، الذي كان يخشى أن ذلك سيضر بالعلاقات مع الدول العربية. اعتقد مارشال أن التهديد الأقصى للولايات المتحدة والاتحاد السوفييتي ويخشى أن النفط العربي سوف يضيع من الولايات المتحدة في حالة الحرب: حذر ترومان أن الولايات المتحدة كانت «تلعب بالنار بدون أي شيء لإخمادها». اعترف ترومان بدولة إسرائيل في 14 مايو عام 1948، بعد أحد عشر دقيقة من وثيقة إعلان قيام دولة إسرائيل.
كتب ترومان في وقت لاحق:
| هاري ترومان | كان هتلر قد قتل اليهود يمينا ويسارا. لقد رأيت ذلك وأحلم بهذا حتى يومنا هذا. اليهود بحاجة إلى وطن يجمعهم ، وكان موقفي بأن الحكومة الأمريكية لا يمكن أن تقف مكتوفة الأيدي في السماح لضحايا جنون هتلر من بناء حياة جديدة. | هاري ترومان |

#### أزمة حصار برلين

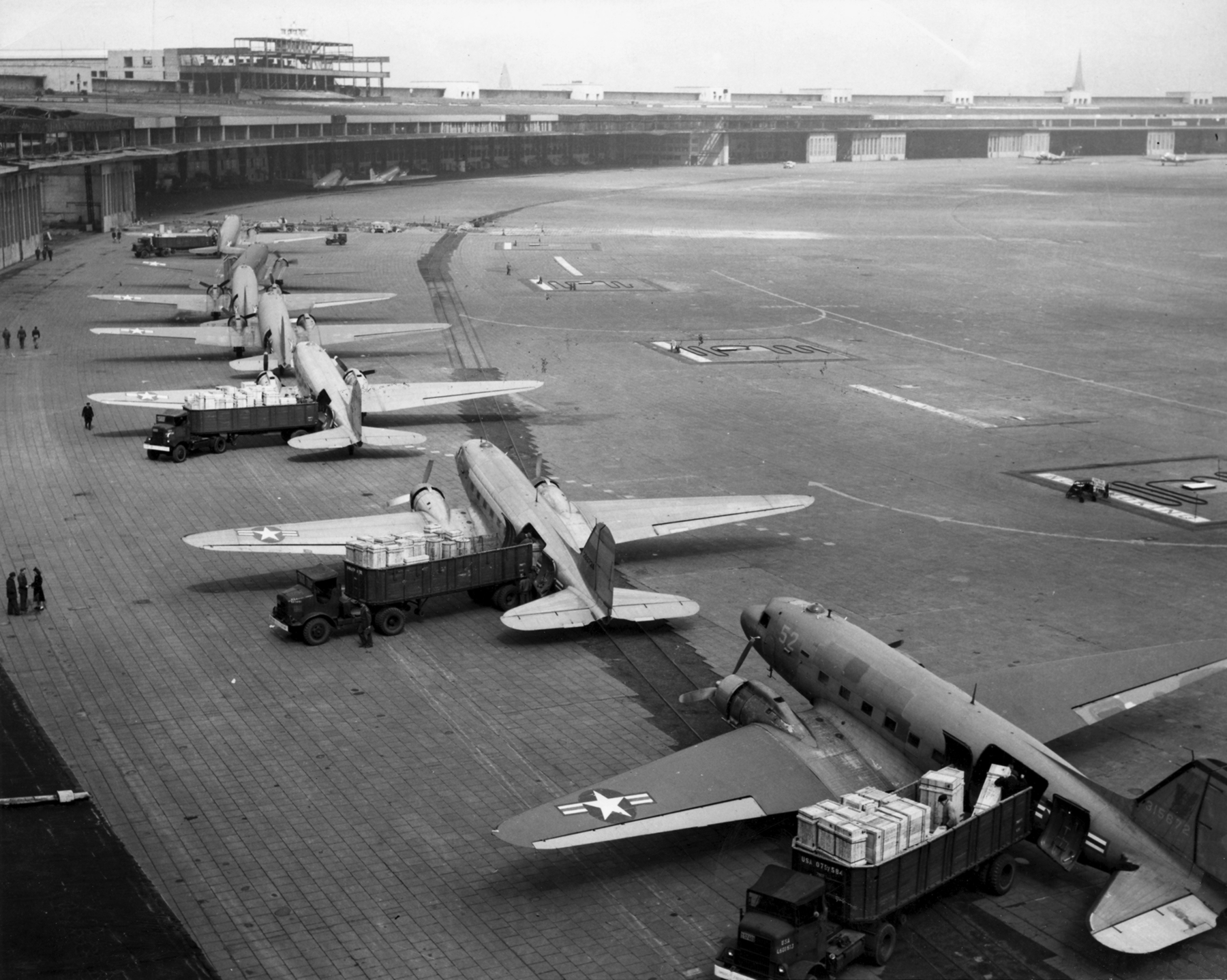
طائرات أمريكية عسكرية تقوم بنقل المساعدات لسكان برلين الغربية

في 24 يوليو، عام 1948، حظر الاتحاد السوفييتي الوصول إلى ثلاثة قطاعات غربية التي سيطر عليها من برلين. ولم يقبل الحلفاء التفاوض أبداً صفقة لضمان إمدادات من قطاعات عميقة داخل منطقة الاحتلال السوفييتي. قائد الاحتلال الأمريكي في ألمانيا، الجنرال لويس د. كلاي، اقترح إرسال عمود مدرعة كبيرة في جميع أنحاء المنطقة السوفيتيية إلى برلين الغربية مع تعليمات للدفاع عن نفسها إذا توقفت أو تعرضت للهجوم. اعتقد ترومان أن من شأنه أن تنطوي على مخاطر على مقبولة من الحرب. قال أنه وافق على خطة لتزويد المدينة المحاصرة عن طريق الجو في 25 يونيو، بدأ الحلفاء في حصار برلين، حملة تسليم المواد الغذائية وغيرها من اللوازم، مثل الفحم، وذلك باستخدام طائرة عسكرية على نطاق واسع. لا شيء مثل ذلك قد حدث في أي وقت مضى، وليس لدى أي أمة القدرة عل ذلك، إما منطقيا أو ماديا، لإنجازها. عمل الجسر الجوي، منحت الوصول للأرض مرة أخرى في 11 مايو، 1949.
مع ذلك، استمر الجسر الجوي لعدة أشهر بعد ذلك. وكان الجسر الجوي لبرلين واحدة من النجاحات السياسة الخارجية الكبيرة لترومان، بل ساعد بشكل كبير في حملته الانتخابية في عام 1948.

### انتخابات عام 1948
وتُذكر الانتخابات الرئاسية عام 1948 أن أتى من ورائها انتصار مذهل لترومان. في ربيع عام 1948، بلغ معدل التأييد العام لترومان 36%، كان يعتبر ما يقرب عالميا بأن الرئيس عاجر عن الفوز في الانتخابات العامة. عناصر «الصفقة الجديدة» داخل الحزب، بما في ذلك إبنه جيمس روزفلت، حاولوا ترجيح الفوز بترشيح الحزب الديموقراطي للجنرال دوايت أيزنهاور، كان شخصية شعبية جدا والذي كان انتماؤه السياسية والحزبية غير معروفة تماما. رفض آيزنهاور بشكل قاطع أن يقبل، والتقى ترومان المعارضين لترشيحه.
في المؤتمر الدولي الديموقراطي عام 1948، حاول ترومان توحيد الحزب من خلال وضع لوحة الحقوق المدنية الغامضة في برنامج الحزب: كان الهدف هو تهدئة الصراعات الداخلية بين الجناحين الشمالي والجنوبي من حزبه. تفوقت الأحداث على جهود الرئيس في إيجاد حل وسط، ولكن، العنوان الحاد الذي قدمه عمدة هيوبرت همفري من منيابولس، مينيسوتا، فضلا عن المصالح السياسية المحلية في عدد من زعماء المدن من اقتنع بالاتفاقية اعتماد أقوى للوحدة الحقوق المدنية، الذي وافق عليها ترومان بكل إخلاص، ولكن كل من المندوبين في ولاية ألاباما، وجزء من ولاية ميسيسيبي، انسحبوا من الاتفاقية في احتجاج. منزعجا، ألقى ترومان خطاب قبول عدوانية مهاجمة الكونغرس الثمانون، الذي أطلق عليه ترومان «لا تفعل شيء يا كونغرس»، ووعد بالفوز في الانتخابات و«جعل هؤلاء الجمهوريون يحبون ذلك.»
في غضون إسبوعين من الاتفاقية، أصدر ترومان الأمر التنفيذي رقم 9981، دمج عرقي عنصري الخدمات المسلحة الأمريكية. استغرق ترومان مخاطر سياسية كبيرة في دعم الحقوق المدنية، وكان العديد من الديموقراطيين المخضرمين يشعرون بالقلق من فقدان دعم ديكسيركارت أن تدمر الحزب الديموقراطي. الخوف بدأ جيدا، أعلن حاكم ولاية كالورينا الجنوبية جيمس ستروم ثورموند ترشحه للرئاسة على تذكرة ديكسيكرات وقاد تمردا على نطاق واسع «حقوق الولايات» الجنوبي. وواكب هذا التمرد على الحق من جاب واحد في اليسار، بسيادة والاس على تذكرة الحزب التقدمي. مباشرة بعد أول اتفاقية روزفلت، وجد الحزب الديموقراطي نفسه يتفكك. الفوز في نوفمبر بدا احتمال بعيد، مع أن الحزب لم ينقسم ببساطة ولكن انقسم بثلاثة طرق. لرفيقه، قبل ترومان سيناتور ولاية كنتاكي ألبين و. باركيلي، على الرغم من أنه أراد حقا القاضي دوجلاس الذي رفض الترشح.
وكانت الحملة ملحوظة 21.928 ميل (35.290 كيلو متر) أوديسي الرئاسية. في نداء شخصي للأمة، تقاطع ترومان الولايات المتحدة بالقطار، خطاباته «صافرة الوقوف» جاءت من المنصة الخلفية لمراقبة السيارات فردينايد ماجلان لتمثيل حملته الإنتخابية. ظهوره القتالي، مثل تلك الموجودة في ساحة البلدة من هاريسبورج. ألينوي أسرت مخيلة المشهورين واجتذبت حشودا ضخمة. ستة محطات في ولاية ميشيغان التي جمعت نصف مليون شخص، مليون شخص كاملا اتضحوا في مدينة نيويورك في موكب الشريط الجديد.
وكانت في معظمها تجمعات عفوية، كبيرة في أحداث عربة قطار ترومان علامة مهمة في لتغيير الزخم في الحملة، ولكن هذا التحول ذهب دون أن يلاحظه أحد تقريبا من قبل في الصحافة الوطنية، التي استمرت فوز الديموقراطي توماس ادموند ديوي النصر الوشيك لحكم مؤكد. وكان سببا واحدا للصحافة "الإسقاط غير دقيق في استطلاعات الرأي التي أجريت في المقام الأول عن طريق الهاتف في وقت واحد عند كثير من الناس، بما في ذلك الكثير من القاعدة الشعبية لترومان، لم يكن لديهم هاتف. هذا الإنحراف في البيانات يشير إلى وجود قاعدة دعم أقوى لديوي، ما أدى إلى خطأ الإسقاط غير المقصود وغير المُكتشف التي ساهمت في تصور احتمالات قاتمة لترومان. كما توقفت ثلاث منظمات كبرى للإقتراع جيدا قبل تاريخ انتخابات 2 نوفمبر لروبر في سبتمبر، وكروسلي ومؤسسة غالوب في شهر أكتوبر وبالتالي فشلها في قياس الفترة عندما ظهر ترومان قد ارتفع ماضي ديوي.
في النهاية، عقد ترومان قاعدته الغرب أوسطية التدريجية، فاز في معظم الولايات الجنوبية على الرغم من لوحة الحقوق المدنية، وبأعجوبة من خلال الإنتصارات مع ضيق في بضع ولايات حاسمة، ولا سيما ولاية أوهايو، كاليفورنيا، إلينوى. أظهرت النتائج النهائية أن الرئيس قد أمّن 303 صوت انتخابي، ديوي 108، وثورموند 39 صوت انتخابي فقط. حصل هنري والاس على لا شيء. وجاء تحديد صورة الحملة بعد يوم الإنتخابات، عندما عقد ترومان بنشوة عالية الصفحة الأولى من تريبيون شياغو مع عنوانا ضخما عليها «ديوي يهزم ترومان.»

### الفترة الثانية (1949–1953)
شهدت الفترة الثانية لحكم ترومان بداية بث خطاباته عبر التلفاز لأول مرة في التاريخ، كانت الفترة الثانية صعبة وقاسية بسبب الظروف الدولية التي أعقبت الحرب العالمية الثانية والتي كان بها العديد من التحديات المرتبطة بشكل مباشر وغير مباشر مع سياسته لاحتواء الموقف، كان التنافس النووي على أشده مع الاتحاد السوفيتي ، حيث ساهمت شبكات التجسس في الولايات المتحدة في تسريب الأسرار النووية، وقام الاتحاد السوفيتي بإنشاء برنامج نووي أسرع مما هو متوقع، ثم قامت بتجربة نووية في 29 أغسطس 1949، مما جعل ترومان يعلن عن تفجير أول قنبلة هيدروجينية في 7 يناير 1953 رداً على ذلك.

#### الحرب الكورية
في 25 يونيو 1950 قام كيم لي سونج زعيم كوريا الشمالية الشعبية بمهاجمة كوريا الجنوبية وبدأت الحرب الكورية، وقام بإرسال البحرية الأمريكية، لم تقم البحرية بأي اشتباكات إلا بعد الحصول على موافقة الأمم المتحدة، والتي وافقت لاحقاً وأصبحت القوات تحت قيادة الجنرال دوغلاس ماك آرثر.

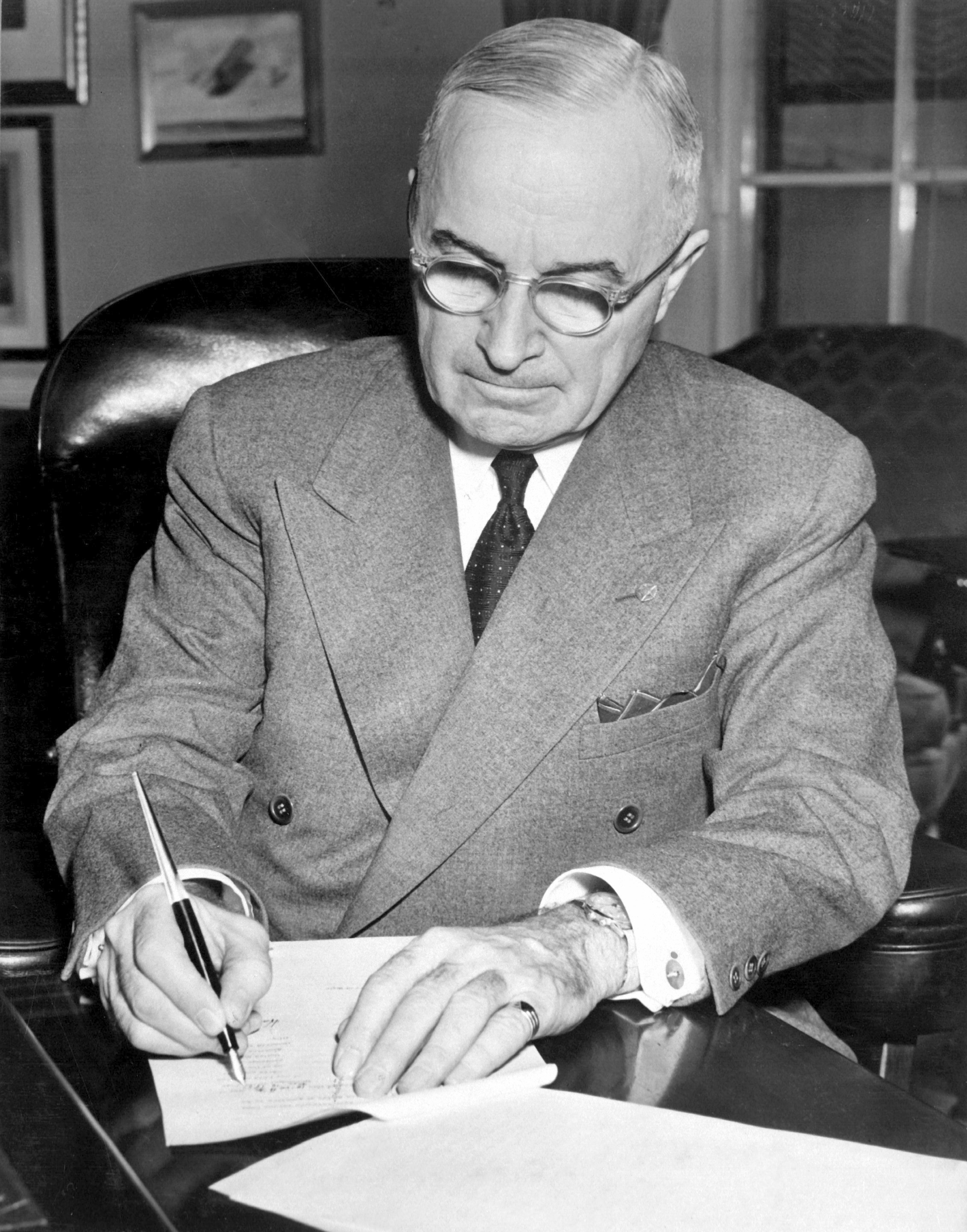
الرئيس ترومان يوقع على قرار إرسال قوات أمريكية إلى كوريا

 قرر ترومان أنه لم يكن في حاجة إلى تفويض رسمي من الكونغرس، معتبرا أن معظم النواب يؤيدون موقفه، لكن تسبب ذلك في مشاكل له في وقت لاحق، حيث بدأت الخلافات مع الكونغرس وأطلق عليها «حرب السيد ترومان» من قبل أحد النواب، ومع ذلك قام ترومان في 3 يوليو 1950 بإعطاء زعيم الأغلبية في مجلس الشيوخ سكوت ووكر لوكاس مشروع قرار بعنوان «قرار مشترك للموافقة على الإجراءات المتخذة في كوريا». وأعرب لوكاس عن تأييده لاستخدام القوة ، وأن العمليات العسكرية ستستمر ولا يوجد ضرورة لإصدار إذن رسمي إلا أنه لم يتوصل إلى إجماع كامل. رد ترومان «أنه لا يريد أن تبدو الأمور وكأنها محاولة للالتفاف على الكونغرس واستخدام صلاحيات غير دستورية»، وأضاف أنه يجب أن يحسم الكونغرس هذا الأمر.
بحلول شهر أغسطس عام 1950، كانت القوات الأمريكية تتدفق إلى كوريا الجنوبية تحت رعاية الأمم المتحدة وأصبحت قادرة على تحقيق استقرار الوضع مما كان ردا على انتقادات حول استعداد الولايات المتحدة لخوض هذه الحرب، وعزل ترومان وزير دفاعه لويس جونسون ليحل محله الجنرال المتقاعد مارشال، قرر ترومان استخدام سياسة «الرد بقوة» رداً على غزو كوريا الشمالية، حيث خاضت قوات الأمم المتحدة بقيادة الجنرال دوغلاس ماك آرثر قاد هجوم مضاد وسجلوا فوزا مفاجئاً ومذهل في معركة إنشون أن ودخلت قوات الأمم المتحدة شمالا باتجاه الحدود نهر يالو مع الصين، وذلك بهدف إعادة توحيد كوريا تحت رعاية الأمم المتحدة. 
إلا أن ذلك لم يعجب الجانب الصيني الذي تدخل عسكري وفاجأ قوات للأمم المتحدة وتم الهجوم عليها على نطاق واسع في نوفمبر. اضطرت قوات الأمم المتحدة مرة أخرى إلى الرجوع ما دون خط العرض 38، ثم شن هجوم مضاد وبحلول أوائل 1951 أصبحت الحرب في طريق مسدود على خط العرض 38 حيث بدأت. رفض ترومان طلب ماك آرثر لمهاجمة قواعد الإمداد الصينية شمال يالو، ولكن ماك آرثر أرسل خطته لزعيم الجمهوريين في مجلس النواب جوزيف مارتن والذي سرب إلى الصحافة. كان لدى ترومان قلق بالغ حيث يرى أن تصعيد الحرب قد يؤدي إلى فتح الصراع مع الاتحاد السوفيتي الذي كان يجهز الأسلحة وتوفير طائرات حربية لذلك، وفي 11 أبريل 1951، قام ترومان بعزل القائد ماك آرثر من القيادة.
تسببت إقالة الجنرال دوغلاس ماك آرثر في حالة من الرفض والانتقاد الشعبي وتراجعت شعبية ترومان ووجهت دعوات الاتهام له، من بين هؤلاء السيناتور روبرت تافت الذي أثار انتقادات عنيفة ضد ترومان الذي اتهمه أنه لا يريد تحمل نتائج الحرب ويعلق فشله على قادته العسكريين، على الجانب الآخر دعم آخرون موقف ترومان من بينهم إليانور روزفلت، (أرملة الرئيس روزفلت) والتي صفقت لقرار ترومان. وفي هذه الأثناء عاد ماك آرثر إلى الولايات المتحدة وتم استقباله كالأبطال، وألقى خطاباً أمام جلسة مشتركة للكونغرس، والذي وصفه الرئيس أنه «حفنة من الهراءات».
انتهت الحرب بعد عامين وخلفت أكثر من 30 ألف قتيل من الجنود الأمريكيين وانتهت الحرب رسمياً في عام 1953، وعقب هذه الحرب انخفضت شعبية ترومان بشكل كبير.

#### تأسيس حلف الناتو

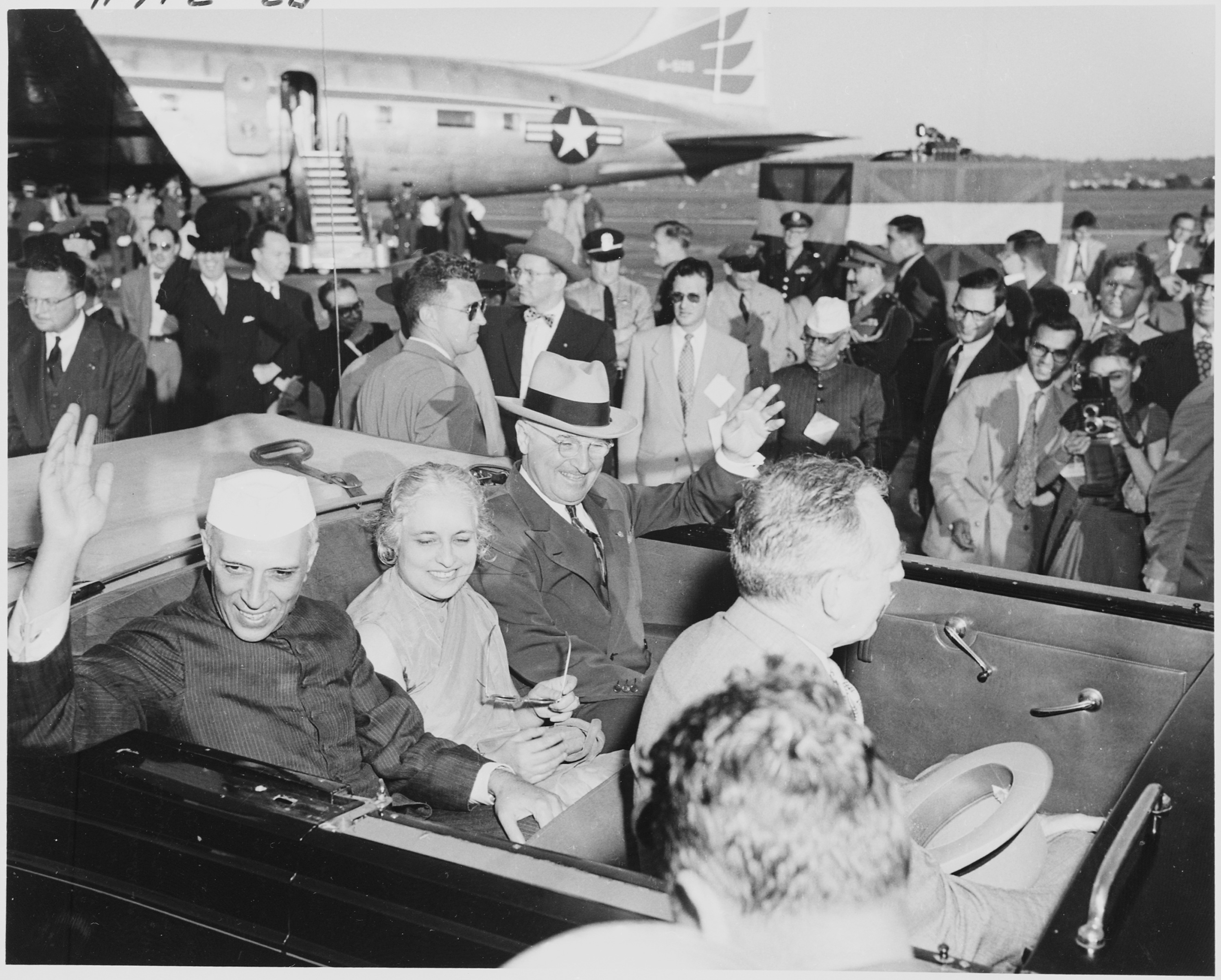
ترومان مع رئيس الوزراء الهندي جواهر لال نهرو خلال زيارته للولايات المتحدة في أكتوبر 1949

بعد تصاعد أجواء الحرب الباردة قام ترومان بالموافقة على خطة تسمى (NSC-68)، والذي يستدعي زيادة ميزانية الدفاع إلى ثلاثة أضعافها، وتطبيق سياسة الاحتواء من قبل الولايات المتحدة وحلفائها في حلف شمال الأطلسي كرد عسكري على التوسع السوفيتي الفعلي. وتمت صياغة الخطة من قِبل بول نيتز بعد استشارة موظفي الدولة والدفاع، وتمت الموافقة عليه رسمياً من قبل الرئيس ترومان كإستراتيجية وطنية رسمية بعد انتهاء الحرب في كوريا، ودعا إلى تعبئة جزئية للاقتصاد الأمريكي لتنفيذ عمليات التسلح بشكل أسرع من السوفييت.
كان ترومان مؤيد قوي لحلف شمال الأطلسي (الناتو)، الذي بموجبه تم تنسيق القوات النظامية مع كندا والدول الأوروبية الديمقراطية التي لم تسقط تحت سيطرة الاتحاد السوفيتي بعد الحرب العالمية الثانية. وكانت المعاهدة المنشئة لها شعبية على نطاق واسع مما سهّل من موافقة مجلس الشيوخ في 1949، وقام ترومان بتعيين الجنرال آيزنهاور قائداً لهذا الحلف. وكانت أهداف حلف الناتو هي احتواء التوسع السوفيتي في أوروبا وإرسال رسالة واضحة إلى القادة الشيوعيين أن الديمقراطيات في العالم كانت مستعدة وقادرة على بناء هياكل أمنية جديدة لدعم المثل الديمقراطية، وكانت الولايات المتحدة وبريطانيا وفرنسا، وإيطاليا، وهولندا، بلجيكا، لوكسمبورغ، النرويج، الدانمارك، البرتغال، أيسلندا، وكندا قد وقعوا على المعاهدة ، وأدى هذا التحالف إلى قيام السوفييت بإنشاء تحالف مماثل وهو حلف وارسو.
كان الجنرال مارشال المستشار العسكري للرئيس ترومان قد عارض بعض القرارات بشأن مسائل السياسة الخارجية، مثل قيام الولايات المتحدة ضد تقديم مساعدات عسكرية مباشرة إلى شيانغ كاي شيك وقواته الصينية القومية في الحرب الأهلية الصينية مع خصومهم الشيوعية، كان رأي مارشال مخالف لباقي المستشارين الذين يدعمون قوات شينج حيث أن هذا سوف يتسبب استنزف موارد الولايات المتحدة المخصصة لأوروبا لردع السوفييت، وعندما استولى الشيوعيون على الحكم وأقاموا جمهورية الصين الشعبية كان هذا الأمر له تأثير على الشئون الداخلية في تايوان، حاول ترومان أن يعمل على توثيق العلاقات بين الولايات المتحدة والحكومة الجديدة، ولكن ماو لم يرغب في ذلك، مما جعل ترومان يصدر أوامره في 27 يونيو 1950 إلى الأسطول السابع للبحرية الأمريكية بالتوجه إلى مضيق تايوان لمنع أي محاولة نزاع بين الحكومة الشيوعية في الصين وبين الحكومة في تايوان.

#### أزمة التجسس السوفييتي

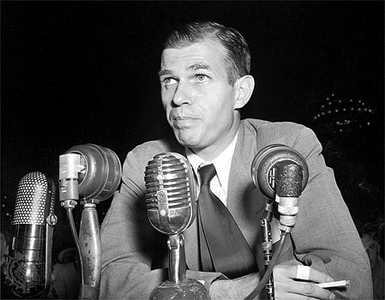
أليجر هيث أثناء إدلاءه بشهادته حول قضية التجسس السوفيتية

في أغسطس 1948، قام ويتكر شامبرز وهو جاسوس سابق للسوفييت وأحد كبار المحررين في مجلة تايم، قد أدلى بشهادته أمام مجلس الأنشطة غير الأمريكية (HUAC) بشأن شبكة تجسس شيوعية كانت تعمل بسرية داخل الحكومة الأمريكية منذ عام 1930، كان شامبرز قد ألقي القبض عليه مع ألجر هيس أحد كبار المسئوليين في وزارة الخارجية. وبالرغم من أن هيس قد نفى هذه التهم ، كانت مسألة التجسس السوفيتية في الولايات المتحدة قد أصبحت أمراً مؤكداً خاصة بعد تمكنها من الحصول على الأسرار النووية والقيام بالفعل بأول تجربة لها عام 1949 بالإضافة إلى سقوط الحكومة الصينية وصعود الشيوعيين، ومع ذلك كان ترومان غير مؤيد لهذه الآراء. إلا أن هيس قد أدين في يناير عام 1950 بتهمة شهادة الزور تحت القسم، وتمت شامبرز في المحاكمة الشهيرة التي سميت بـ«ذر الرماد في العيون»، وفي عام 1956 بعد ست سنوات من إدانة ألجر هيس بشهادة الزور نفى ترومان في مقابلة تلفزيونية أن يكون ألجر هيس شيوعي.
بعد إدانه هيس ثم الكشف عن أن أحد علماء القنبلة الذرية البريطانيين كلاوس فوكس كان جاسوساً لصالح السوفييت، بالإضافة إلى أعضاء حاليين وسابقين في HUAC، وهو ما دفع بعضوي الكونغرس نيكسون وكارل مندت بالتنديد بسياسة ترومان وإدارته خاصة في مسألة التجسس السوفيتية. كما ألقى السناتور مكارثي خطاب في «يوم لينكولن» متهماً وزارة الخارجية بإيواء الشيوعيين، واستغل هذه الأزمة للحصول على الشهرة والعديد من المكاسب السياسية، وتحولت قضية مناهضة الشيوعية إلى ورقة سياسية ساهمت في نجاح بعض المرشحين الجمهوريين في مجلس الشيوخ عام 1950.
كانت مسألة وجود عملاء سوفيتيين داخل الحكومة محل شك لدى 78% من الشعب الأمريكي في استطلاعات الرأي عام 1946، وهو ما كان يعد أيضاً ورقة رابحة في حملة أيزنهاور في الأنتخابات الرئاسية عام 1952، وكان ترومان يعاني من هذا المأزق السياسي مما جعل معظم قراراته تتسم بالصرامة وأكثر تطرفاً ضد الشيوعيين لأنه كان يخشى من وجود المزيد من العملاء وهو ما قد يؤثر سلباً على الحزب الديمقراطي، وفي عام 1949 وصف ترومان القادة الشيوعيين الأمريكين الذين تم إرسالهم للمحاكمة بأنهم «خونة»، في عام 1950 استخدم ترومان حق الفيتو للإعتراض على قانون ماكاران الأمن الداخلي إلا أن الكونغرس قام بتمرير القانون، ووصف ترومان برنامج الولاء الذي كان متبع أنه كان خطأ «فادحا».

#### تجديد البيت الأبيض

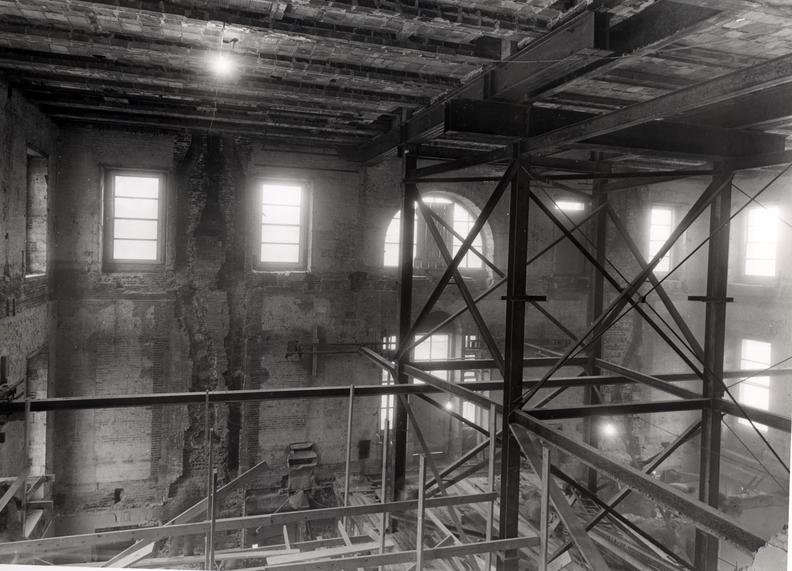
صورة للقاعدة الداخلية أثناء عملية ترميم وتجديد البيت الأبيض عام 1950

في عام 1948 كانت التقارير الهندسية قد كشفت أن البيت الأبيض أصبح في حالة متهالكة، خاصة بعد مرور 130 عام على إنشائه، ولم يصدر إعلان العام عن المشاكل الهيكلية الخطيرة في البيت الأبيض حتى بعد فوزه في الانتخابات عام 1948، بعدها أصدر ترومان الأوامر بالقيام بعمليات التجديد والترميم، فأخلي البيت الأبيض فيما عدا الجناح الغربي وانتقل إلى منزل بلير، حاول ترومان إضافة شرفة تحمل اسمه في الرواق الجنوبي، إلا أن هذا كان محل استهجان بسبب أنها سوف تتسبب في تشويه المظهر الخارجي ، واستمر العمل في الفترة من ديسمبر 1949 حتى مارس 1952.

#### محاولة إغتياله
في الأول من نوفمبر عام 1950، قام اثنان من القوميين من بورتو ريكو هما: جريزليو توريسولا وأوسكار كولازو بمحاولة اغتيال ترومان في بلير هاوس ، كانت أزمة استقلال بورتوريكو هي الدافع لقيامهم باغتيال الرئيس الأمريكي، حيث كانت هناك أصوات إطلاق نار مما أفزع الرئيس خلال نومه، وعندما ظهر في الشرفة قام أحدهم بإطلاق النار عليه، وكاد الهجوم أن يسفر عن قتل الرئيس لولا أن أحد المارة صرخ له بالإحتماء، كان توريسولا قد أُصيب بشدة بعد تبادل إطلاق النار مع الحراس ، فأطلق عليه النار أحد الحراس قبل وفاته وقتله، أما كولازو فألقي القبض عليه بتهمة القتل وحكم عليه بالإعدام في عام 1952. إلا أن ترومان خفف الحكم إلى السجن مدى الحياة. كانت هذه الحادثة قد سلطت الأضواء على أهمية مسألة بورتو ريكو والاستقلال، وفي عام 1952 سمح ترومان بعمل استفتاء في بورتوريكو لتحديد وضع علاقتها مع الولايات المتحدة، وصوّت ما يقرب من 82% من الناخبين لصالح الدستور الجديد للدولة المستقلة تكون تابعة إسمياً للولايات المتحدة.

#### أزمة الفحم والحديد
كانت الولايات المتحدة تعاني من أزمة عمل ناجمة عن خلافات مريرة بشأن ضوابط الأجور والأسعار، ولذلك أصدر ترومان تعليمات لوزير التجارة تشارلز سوير بالسيطرة على عدد من مصانع الصلب في البلاد في أبريل 1952 وإدارتها، كان ترومان قد استند إلى سلطته كقائد عام وضرورة الحفاظ على إمدادات الصلب لإنتاج الذخائر لاستخدامها في الحرب في كوريا. المحكمة العليا وجدت أن إجراءات ترومان غير دستورية ، ومع ذلك وعلى عكس نظام فصل السلطات، أقرت المحكمة في حكمها عام 1952 في قضية شركة يونج ستون للحديد ضد سيوير والتي حكمت بأن قرار ترومان لم يستند إلى أي إجراء تشريعي من قبل الكونغرس، مما تسبب في حرج بالغ للرئيس ترومان

صورة للرئيس ترومان في المكتب البيضاوي عام 1950

#### فضائح الفساد
في عام 1950 حقق مجلس الشيوخ في اتهامات عديدة بفساد كبار المسؤولين في الإدارة، وبعضهم تلقى معاطف الفرو وأجهزة منزلية في مقابل خدمات للآخرين، وهناك عدد كبير من العاملين في مكتب الإيرادات الداخلية قد تلقوا رشاوى، وفي عام 1950 تم إقالة واستقالة أكثر من 166 موظف، كما قام النائب العام بإقالة المدعي الخاص في أوائل 1952 لكونه غيورا جداً، كما قام ترومان بإقالة ماك جراث المتحدث الرسمي، وفي عام 1951، قام وليام بويل صديق ترومان منذ فترة طويلة ورئيس اللجنة الوطنية الديمقراطية بالاستقالة بعد اتهامه بالفساد المالي.
أطلق ترومان خطة لإعادة التنظيم والإصلاح الحكومي وقد وافق الكونغرس عليها، وبالرغم من ذلك ظلت قضايا الفساد من القضايا الرئيسية في الانتخابات الرئاسية عام 1952.
وفي 6 ديسمبر 1950، كتب الناقد الموسيقي بول هيوم مراجعة نقدية لحفل موسيقي لابنة الرئيس مارغريت ترومان أنها تمتلك صوت رائع لكن لا يمكنها أن تغني بشكل جيد،  فقام كتب هاري ترومان بالرد بشكل لاذع عليه ووصف نقده بالردئ وأنه شخص يحبط من عزيمة الآخرين، تعرض ترومان إلى عاصفة من الانتقادات بسبب هذا التعليق، إلى أنه قال بالرد ووصف أن تعليقه كان لكونه أب مشفق على إبنته وليس بصفته رئيس للدولة.

### الحقوق المدنية في عهده

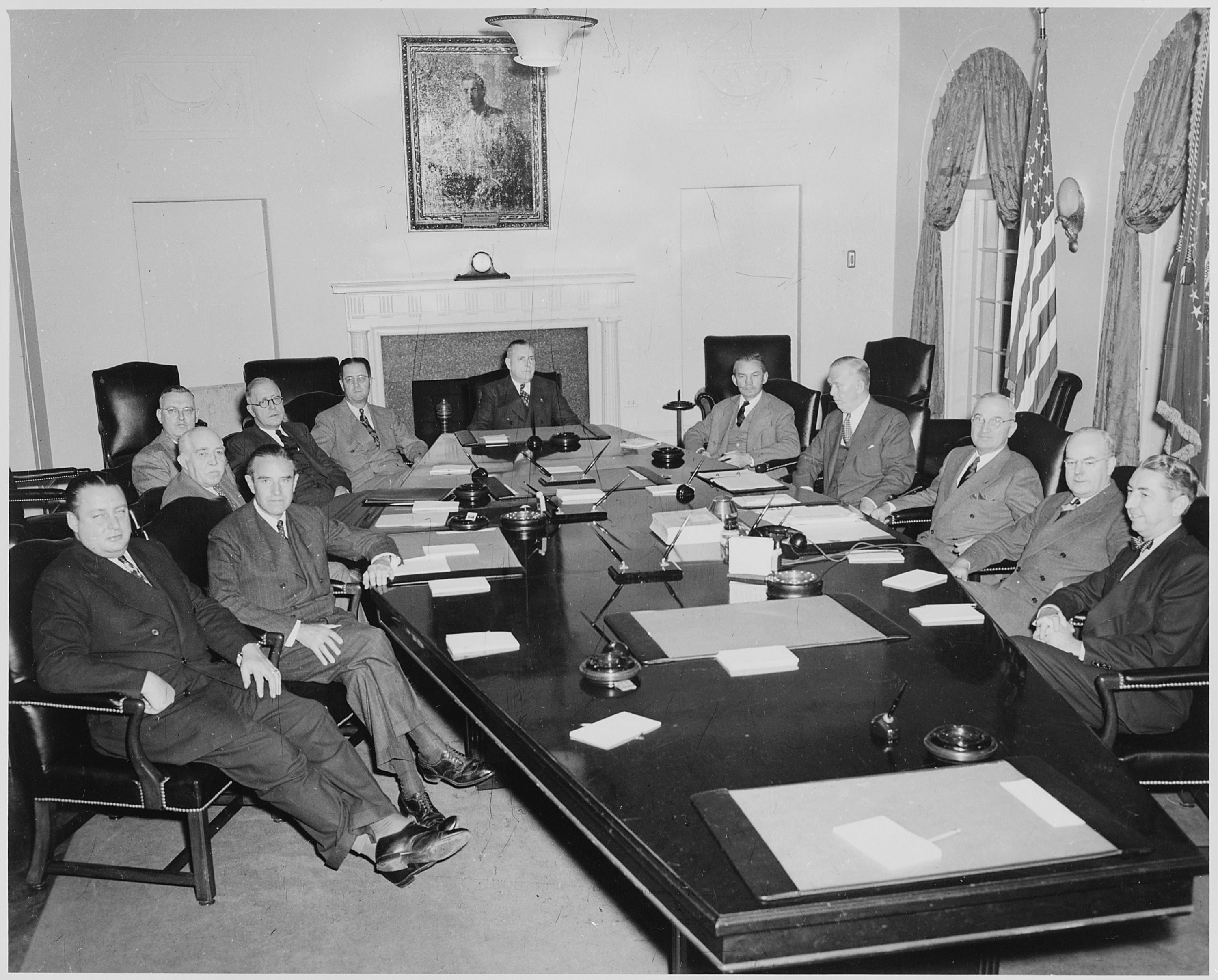
الرئيس ترومان مع وزارئه في البيت الأبيض عام 1949

في عام 1947 قدمت إدارة الرئيس ترومان تقريراً بعنوان (ضمان الحقوق) ضمن جدول أعمال مفصل عشر نقاط من الإصلاحات الحقوق المدنية خاصة تجاه السود. في فبراير 1948، قدم الرئيس أجندة الحقوق المدنية إلى الكونغرس الذي اقترح إنشاء العديد من المكاتب الفدرالية المخصصة لقضايا مثل حقوق التصويت وممارسات التوظيف العادلة، أثار هذا عاصفة من الانتقادات من جانب الديمقراطيين الجنوبيين ولكن ترومان رفض تقديم تنازلات، قائلا: «أنا أصولي من الولايات الجنوبية ، ولكن معدتي اضطربت بشدة عندما علمت أن الجنود الزنوج الذين عادوا من الحرب تم ركلهم من شاحنات الجيش في ولاية ميسيسيبي وتعرضوا للضرب». حكايات من سوء المعاملة والعنف والاضطهاد الذي تعاني منه العديد من المحاربين القدامى الأمريكيين من أصل أفريقي لدى عودتهم من الحرب العالمية الثانية أثارت غضب ترومان بشدة، مما دفعه لإصدار الأمر التنفيذي 9981 في يوليو 1948، والذي ينص على إلغاء التمييز العنصري في الجيش الأمريكي.
صدر أمر تنفيذي آخر في عام 1948، وتنص على تجريم التمييز ضد الأشخاص المتقدمين لشغل وظائف الخدمة المدنية على أساس عرقي. وثالثا في عام 1951، أنشأ لجنة مناهضة التمييز العرقي.

### انتخابات 1952

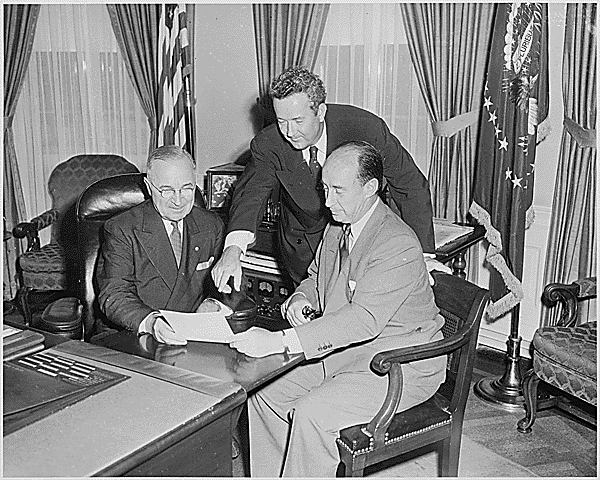
على اليسار الرئيس ترومانو بجواره المرشحين لأنتخابات الرئاسة عام 1952 عن الحزب الديمقراطي الحاكم أدلاي ستيفنسون والنائب المرشح السيناتور جون سباركلمان ، في المكتب البيضاوي.

في عام 1951، تم إقرار التعديل رقم 22 في دستور الولايات المتحدة ، والذي ينص على: قصر المدة الرئاسية على فترتين فقط ، وفي حالة تولى نائب الرئيس للمنصب (في حالة خلوّه بسبب وفاة الرئيس أو تغيبه أو غيره) فإن هذه الفترة تحتسب كفترة رئاسية، ووفقاً لمبدأ (شرط الجد Grandfather clause) فإن هذا التعديل لا ينطبق على الرئيس شاغل المنصب، مما يعني أن ترومان كان يحظى بفرصة لإعادة انتخابه لفترة رئاسية ثالثة.
في عام 1952 أجريت أنتخابات نيو هامبشاير التمهيدية للحزب الديموقراطي لاختيار شخصية يتم ترشحيها كنائب مع الرئيس ترومان، حيث كان نائب الرئيس ألبين باركلي طاعن في السن، لم يكن هناك أي مرشح يرغب في الترشح. الخيار الأول كان رئيس المحكمة العليا فريد فينسون إلا أنه رفض خوض الانتخابات. ثم كان أدلاي ستيفنسون حاكم ولاية إلينوي إلا أنه رفض، واستبعد ترومان السيناتور كيفافوير حيث كان يكرهه، لأنه كان يعتبره شخصية انتهازية كسب شهرته من خلال تحقيقات فضائح إدارة ترومان. وكان ترومان يأمل في تجنيد الجنرال أيزنهاور كمرشح الحزب الديمقراطي، ولكن وجده مهتم أكثر في السعي بترشيح الحزب الجمهوري. وفقا لذلك قام ترومان بإدخال اسمه في الانتخابات التمهيدية في نيو هامبشاير، لكن ترومان وجد أنه لا يحظى بشعبية عالية، وبعد 18 يوم أعلن الرئيس أنه لن يترشح لولاية أخرى. كان ترومان في نهاية المطاف استطاع إقناع ستيفنسون بالترشح، وحصل على تأييد الحزب الديمقراطي.
حظي أيضاً آيزنهاور بترشيح الحزب الجمهوري مع السيناتور نيكسون كنائب له، وشنّت حملة واسعة ضد فشل ترومان في قضايا: "كوريا - الشيوعية - الفساد"، وتعهدوا بتنظيف ما أسموه "الفوضى في واشنطن" ووعد بالعودة مجدداً إلى كوريا"، استطاع آيزنهاور هزيمة ستيفنسون في الانتخابات الرئاسية عام 1952 لينهي بذلك 20 عامًا من سيطرة الرؤساء الديمقراطيين، كان ترومان وآيزنهاور يحظيان بصداقة جيدة، وفي عام 1953 قام آيزنهاور بأداء القسم ومراسم التنصيب لتنتهي بذلك فترة رئاسة ترومان للولايات المتحدة.

## ما بعد الرئاسة

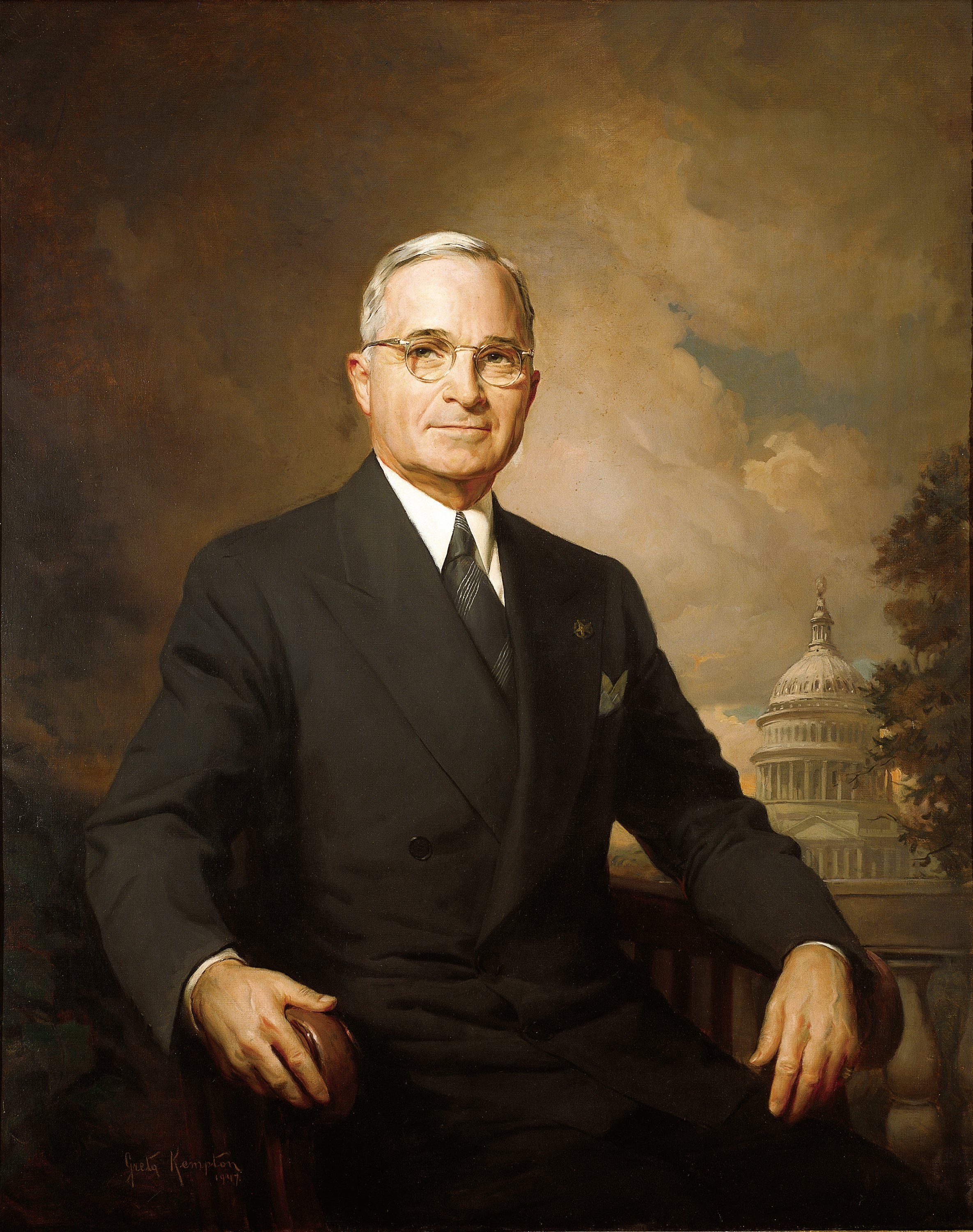
البروترية الرسمي في البيت الأبيض للرئيس ترومان، وقامت برسمها غريتا كيمبتون

بعد انتهاء فترة رئاسته عاد ترومان إلى مسقط رأسه في ميسوري، وأقام في منزل والاس مع زوجته ووالدته، وبمجرد الخروج من المكتب، قرر ترومان بسرعة أنه لا يرغب في شغل أي منصب في شركات تجارية، معتبراً أن الاستفادة من هذه الفرص المالية من شأنه أن يقلل من سلامة أعلى منصب في البلاد، رفض أيضا بعض العروض التجارية حيث كانت مشاريعه التجارية السابقة قد ثبت فشلها، ولم يكن لديه مدخرات شخصية ونتيجة لذلك واجه أزمة مالية، حيث أنه بعد أن خرج من البيت الأبيض كان دخله الوحيد هو معاش الجيش: 112,56 $ شهريا وحصل على مكافأة الأعضاء السابقين في الكونغرس والمحاكم الاتحادية ضمن باقة التقاعد، ولم يكن له معاش على فترة عمله الرئاسية أو عمله كعضو سابق في مجلس الشيوخ.
حصل ترومان على قرض شخصي من بنك ميسوري بعد وقت قصير من مغادرته منصبه، وقرر خوض تجربة سلفه الراحل يوليسيس غرانت الذي واجه أيضاً نفس المشكلة المالية بعد تقاعده. وقام بالاتفاق على نشر مذكراته إلا أن الكتاب لم ينشر إلا بعد وفاته، وكان قد امتنع عن ذكر أي تفاصيل عن البيت الأبيض في أي تفاصيل. لمذكراته، تلقى ترومان مبلغ مالي يقدّر بـ 670,000 $ إلا أن ثلث هذا المبلغ كان سيتم استقطاعه في الضرائب بالإضافة إلى 37000 $ سيتم دفعها إلى مساعديه، حظيت هذه المذكرات بالنجاح التجاري والنقدي، وقد نشرت في مجلدين في 1955 و 1956 وهما مذكرات هاري ترومان: قررات العام، ومذكرات هاري ترومان: سنوات من التجربة والأمل.

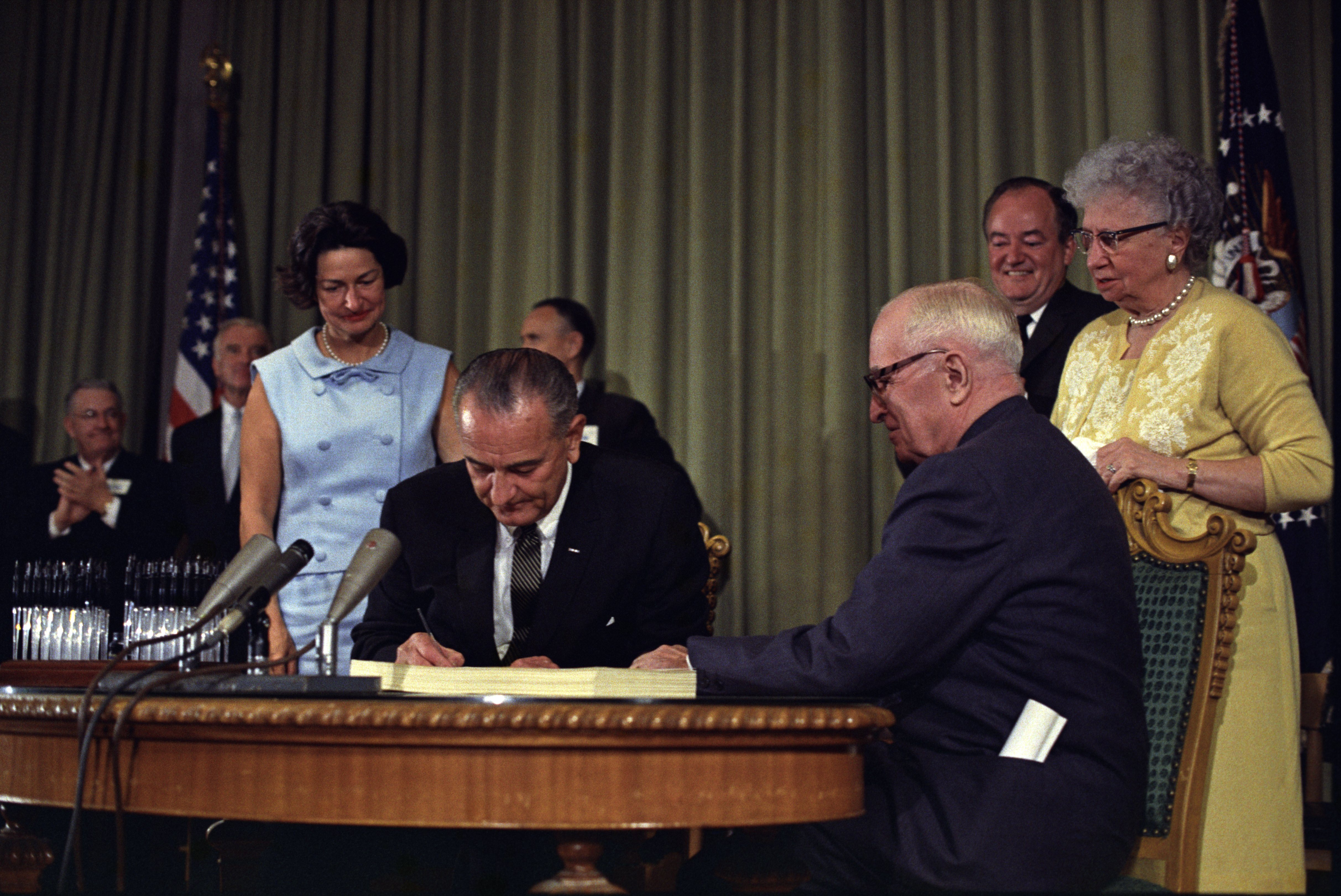
ترومان على اليمين وبخلفه زوجته بيس أثناء حضورهم توقيع الرئيس ليندون جونسون على قانون الخدمة الصحية في 30 يوليو 1965.

 إحدى الصحف عن الرئيس السابق في عام 1957 نقلاً عن زعيم الاغلبية بمجلس النواب جون ماكورماك «بالواقع لم يكن ترومان قادراً على بيع بعض الممتلكات التي ورثها، فكان يبحث عن وسيلة فعالة للإعاشة، وهذا الأمر ليس في أي حرج»، وفي العام التالي أصدر الكونغرس قانون الرؤساء السابقون والذي يمنح معاش 25,000 $ سنويا لكل رئيس سابق، وأنه من المرجح أن الوضع المالي ترومان لعب دورا في سن هذا القانون، الرؤساء السابقون على قيد الحياة ومنهم هربرت هوفر حصل أيضاً على المعاش، على الرغم من أنه لم يكن في حاجة إلى المال، ولكنه خشي أن يرفض حتى لا يسبب ذلك حرج لترومان.
وكان سلفه فرانكلين روزفلت قد نظم مكتبته الرئاسية الخاصة، ولكن التشريعات الخاصة الرؤساء لم يكن ينص بها هذا الأمر، ولذلك عمل ترومان على حشد التبرعات الخاصة لبناء المكتبة الرئاسية له، وفي عام 1957 قال ماكس سكيدمور في كتابه عن حياة الرؤساء السابقين، أشار إلى أن ترومان كان رجلا يقرأ جيدا، وخاصة في التاريخ، وأضاف سكيدمور أن أوراق التشريع الرئاسي وتأسيس مكتبته «كان تتويجا لاهتمامه في التاريخ. إلى جانب أنها تشكل إسهاما كبيرا في الولايات المتحدة كواحد من أعظم الرؤساء السابقين». 
قام ترومان بدعم محاولة الثانية لترشيح أدلاي ستيفنسون في عام 1956، على الرغم من أنه كان يفضل حاكم نيويورك الديمقراطي دبليو أفريل هاريمان، وتابع حملات المرشحين لمجلس الشيوخ الديمقراطي لسنوات عديدة، وبعد أن تخطى عمر الثمانون تم تكريم ترومان في واشنطن وألقى كلمة في مجلس الشيوخ، تعرض للسقوط في منزله في أواخر عام 1964 وانخفضت حالته البدنية. وقام الرئيس ليندون جونسون في عام 1965 باقتراح قانون الرعاية الصحية، وقدّم أول ورقتين للرعاية الطبية لترومان وزوجته باس تكريماً لمجهوداته في الرعاية الصحية الحكومية أثناء توليه المنصب.

## وفاته

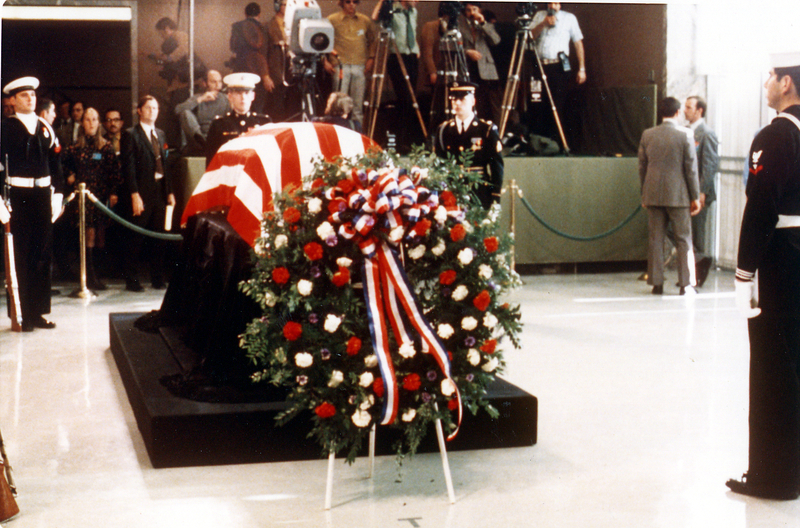
باقة من الورود موضوعة على ضريح ترومان في إندبنداس بميسوري، خلال شهر ديسمبر عام 1972.

في 5 ديسمبر 1972 تم نقل ترومان إلى مستشفى كانساس سيتي للبحوث لإصابته باحتقان الرئة والتهابات رئوية. إلا أن حالته ساءت بشدة وتوفي في تمام الساعة 07:50 يوم 26 ديسمبر عن عمر يناهز ثمانية وثمانين سنة. اختارت باس ترومان إقامة الجنازة والتأبين لزوجها في إحدى المكتبات عوض إقامة جنازة رسمية في واشنطن. بعد أسبوع من الجنازة، حضرت شخصيات أجنبية ومسؤولين من واشنطن حفل تأبين في الكاتدرائية الوطنية في العاصمة. توفيت باس في 1982، ودُفِنت مع زوجها في مكتبة ومتحف هاري ترومان الرئاسي في ميزوري.

## مأثره وتراثه

### مأثره

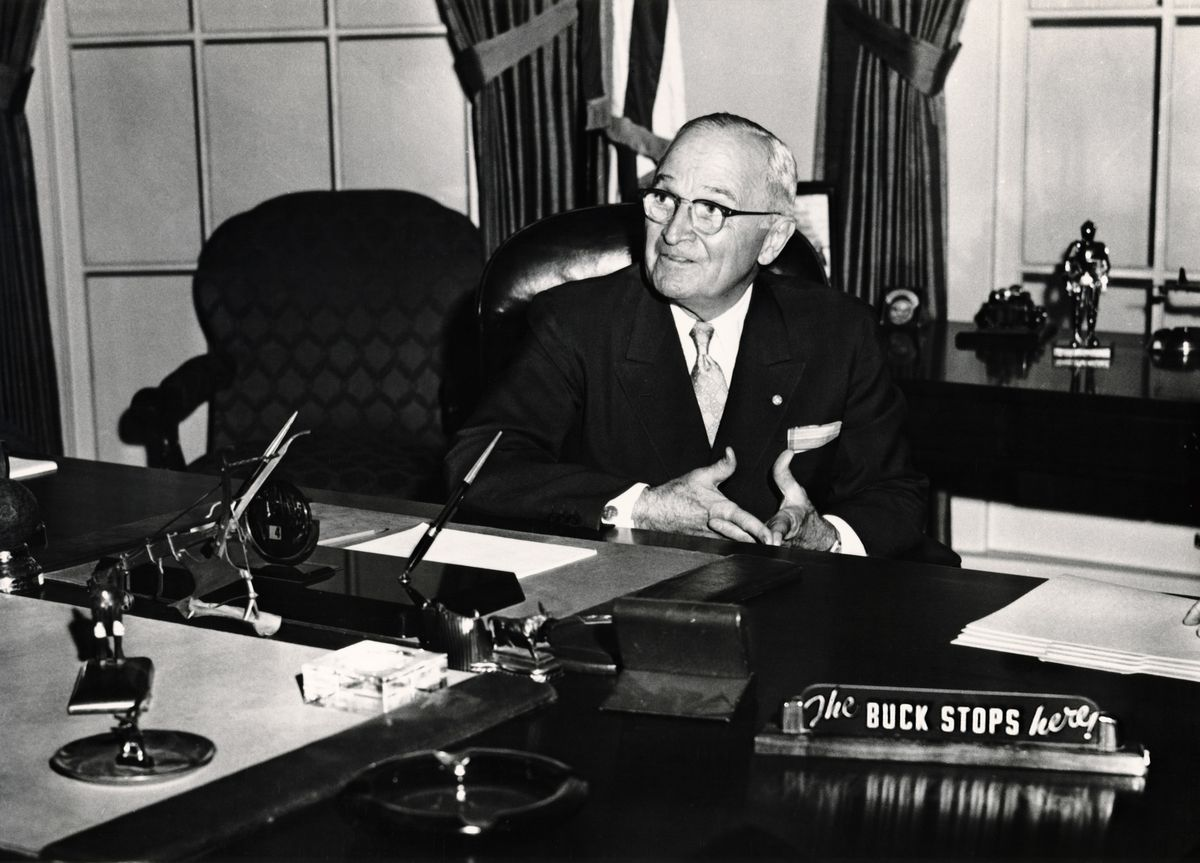
هاري ترومان في مكتبة ترومان في عام 1959، مع الشعار الشهير "باك توقف هنا" (وفي الخلفية مكتوب: "أنا من ميسوري".)

شهدت فترة ترومان العديد من الأحداث أبرزها الحرب الباردة وأحداث الازدهار والكساد داخل الولايات المتحدة، إتسمت فترة رئاسته بالثبات رغم قدوم العديد من الأحداث وعندما ترك منصبه في عام 1953، كان ترومان واحد من الرؤساء الأقل شعبية في التاريخ، كان بشعبيته من 22% في استطلاع مؤسسة غالوب من فبراير 1952 أقل من ريتشارد نيكسون 24% في أغسطس 1974 بعد استقالته، وسجلت انخفاض شعبية ترومان رقماً قياسياً استمر حتى عام 2008 في عهد جورج دبليو بوش التي سجّلت أسوء انخفاض على الإطلاق في تاريخ الرئاسة الأمريكية.
الشعور العام الأمريكي نحو ترومان كان متأرجح مع مرور السنين، في وقت مبكر من عام 1962، أظهر استطلاع شمل 75 مؤرخ أجراه آرثر شليزنجر ، تم تصنيف ترومان بين الرؤساء كأحد العظماء بشكل تقريبي، الفترة التي أعقبت وفاته كانت محل جدل بين كل من المؤرخين والجمهور، حيث كانت شعبية تزداد مع حدوث الأزمات في حرب فيتنام وفضيحة ووترغيت، وكانت وفاته بمثابة موجة جديدة من الاهتمام بالفترة السياسية له، ففي أوائل ومنتصف السبعيتات زادت شعبية ترومان كثيراً عما كانت عليه في عام 1948، وظهر هذه المرة كبطل شعبي بعدما شعر المواطنين بمدى الجدية والنزاهة والمسؤولية مقارنة برئيس مثل نيكسون. وساعد على ذلك نشر كتاب الذكريات الذي كتبه ترومان مع الصحفي ميرل ميلر بداية عام 1961، ولكنه اتفق على عدم النشر إلا بعد وفاة ترومان.
كان ترومان محل انتقاد حتى في الأيام الأخيرة له، خاصة بعد نشر التقارير عن وجود أنشطة التجسس في الحكومة الأمريكية، وخلص السيناتور الديمقراطي باتريك موينيهان دانيال أن ترومان كان «قليلة الحيلة بشكل كبير» بشأن خطر الشيوعية الأمريكية، وفي عام 2010 خلص المؤرخ الونزو هامبي أن هاري ترومان يظل «الرئيس المثير للجدل».
تسبب سقوط الاتحاد السوفيتي في عام 1991 إلى ظهور تيار من المدافعين عن ترومان ، وفقاً لسيرة روبرت داليك، «مساهمته في الانتصار في الحرب الباردة دون نشوب نزاع نووي مدمّر رفعه إلى مكانة عظيمة جداً». ونشر عام 1992 سيرة لترومان من قبل ديفيد ماكولوغ والذي عزز وجهة نظر ترومان تجاه سياساته.

### التكريم والنصب التذكارية

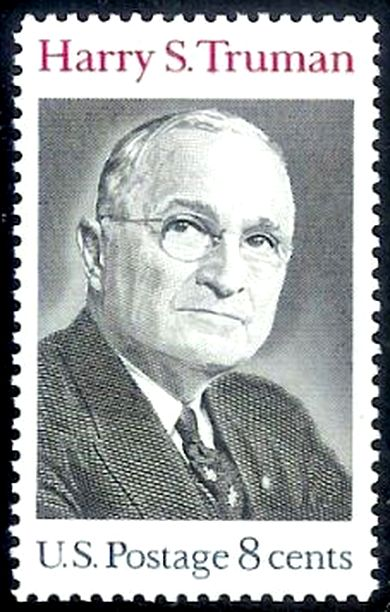
طابع بريدي أصدر عام 1973 تكريماً لذكرى وفاة ترومان ، واستمر إصدار هذا الطابع من هذا التاريخ حتى عام 1999

في عام 1975، تم إنشاء منحة ترومان كبرنامج الاتحادي لتكريم طلاب الجامعات في الولايات المتحدة الذين يتفانون في الخدمة العامة، وفي عام 2004 تم إنشاء زمالة هاري ترومان في العلوم الأمن القومي والهندسة لمرحلة ما بعد الدكتوراه لمدة ثلاث سنوات في مختبرات سانديا الوطنية. وفي عام 2001 قامت جامعة ميسوري بإنشاء مدرسة هاري ترومان الشؤون العامة والممارسات الحكومية، وقام فريق النمور الرياضي التابع لجامعة ميزوري يتسمية التميمة الخاصة بالفريق بـ «ترومان النمر»، وكان المقر الرئيسي لوزارة الخارجية والذي تم بناؤه في الثلاثينيات بدون اسم قد أطلق عليه اسم مبنى هاري ترومان.

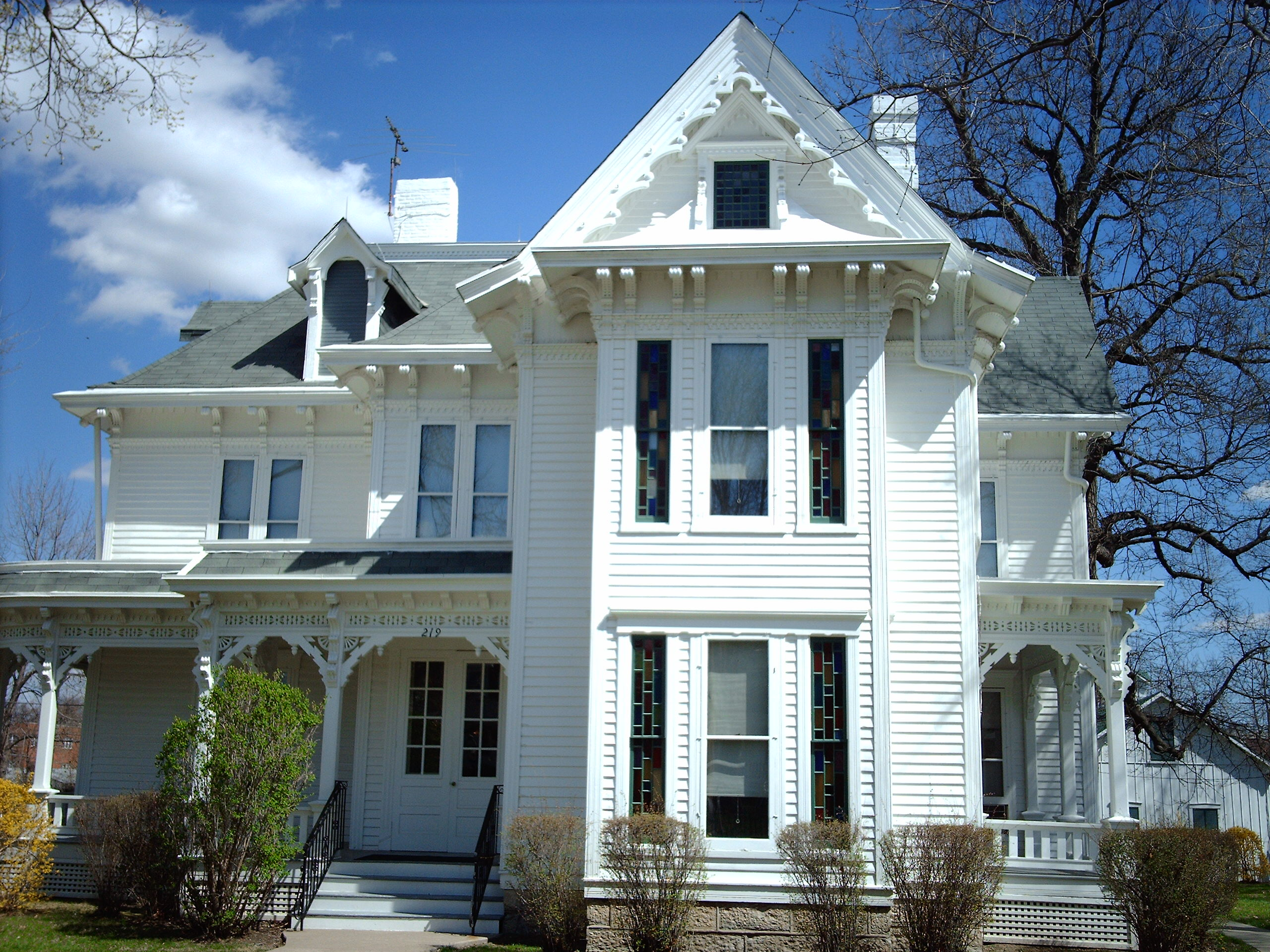
صورة منزل ترومان في ميزوري الذي تحول إلى متحف

على الرغم من محاولة ترومان للحد من نفوذ القوات البحرية والتي سميت بثورة 1949 في البحرية، تم إطلاق اسمه على حاملة طائرات وهي يو إس إس هاري ترومان (CVN-75) في 7 سبتمبر 1996، وكانت دفعة مدفعية الميدان الـ129 حملت اسم هاري ترومان تقديراً لخدمته كقائد بطرية أثناء الحرب العالمية الأولى.وفي عام 1984، منح ترومان بعد وفاته ميدالية الكونغرس الذهبية، وفي عام 1991 تم إنشاء تمثال نصفي مجسم له ومعروض بشكل دائم في بهو ولاية ميسوري الرئيسي. 
في عام 1956 سافر ترومان مع زوجته إلى أوروبا، وفي بريطانيا حصل على درجة الدكتوراه الفخرية في القانون المدني من جامعة أكسفورد، والتقى مع وينستون تشرشل، وفي عام 1959 حصل على جائزة 50 عاما من قبل الماسونيين، وكان ترومان أيضا عضو في جمعية أبناء الثورة الأمريكية.وتم اختيار هاري ترومان مرتين عام 1945 و 1949 كشخصية العام وفقاً لمجلة التايم 
هناك بعض المواقع الأخرى أطلق عليها اسم ترومان وهي:
- الموقع التاريخي الوطني هاري ترومان والذي يقع في بيت والاس بولاية ميسوري.
- الموقع التاريخي لمسقط رأس هاري ترومان وهو المنزل الذي ولد فيه ترومان وأمضى 11 شهرا في لامار بولاية ميسوري.
- المكتبة الرئاسية ومتحف هاري ترومان.
- البيت الأبيض الصغير هاري ترومان والذي كان يقضي ترومان فيه عطلات الشتاء في كي ويست، فلوريدا.